# Acacia
Acacia ist eine Pflanzengattung in der Unterfamilie Mimosengewächse (Mimosoideae) innerhalb der Familie der Hülsenfrüchtler (Fabaceae). Im 21. Jahrhundert kommen rund 950 Arten der Gattung hauptsächlich in Australien vor, wobei früher auch Afrika und Amerika zum Verbreitungsgebiet gehörten.

## Namensverwirrungen Akazien und Mimosen
Die Arten der Tribus Acacieae werden Akazien genannt, also die Arten der Gattungen Acacia, Acaciella, Mariosousa, Senegalia und Vachellia.
Der Name „Akazien“ wird auch fälschlich für Robinien verwendet. Die Tribus Acacieae und die Gattung Robinia sind jedoch nicht nahe miteinander verwandt und gehören zu unterschiedlichen Unterfamilien der Fabaceae. Arten der Tribus Acacieae, die in wärmeren Regionen häufig als Ziergehölze gepflanzt werden, werden dort häufig „Mimosen“ genannt. Die echte Mimose (Mimosa pudica) ist jedoch ein kurzlebiger Halbstrauch mit rosafarbenen köpfchenförmigen Blütenständen.

## Beschreibung und Ökologie

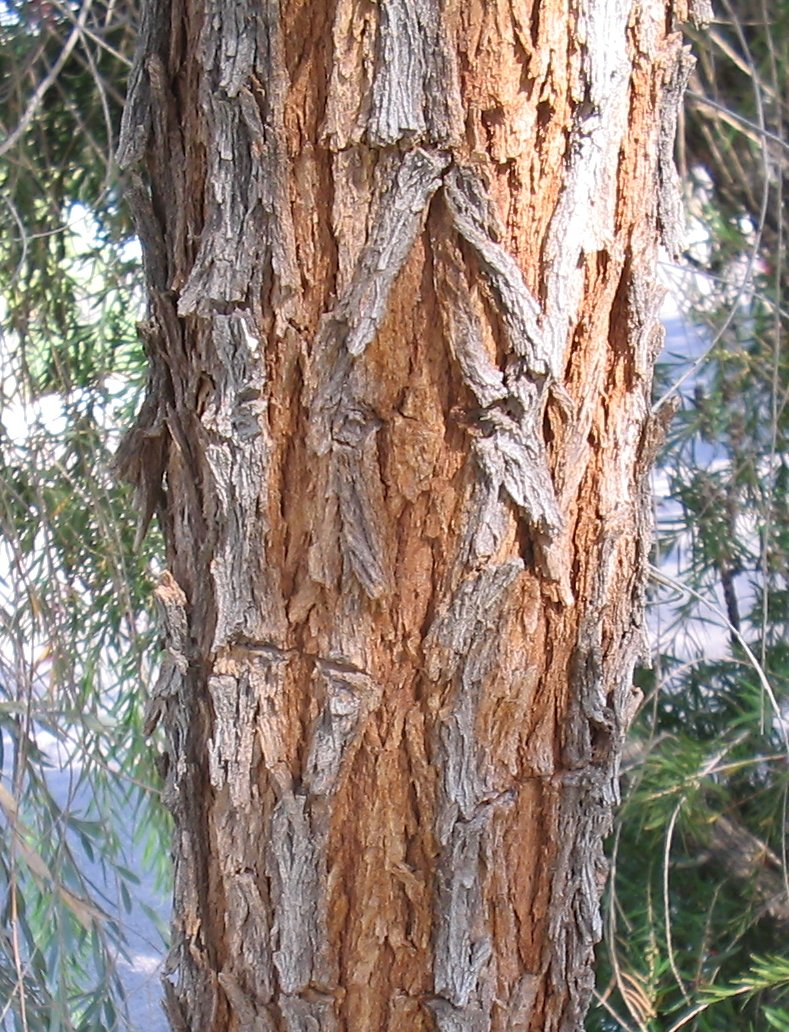
Borke von Acacia pendula

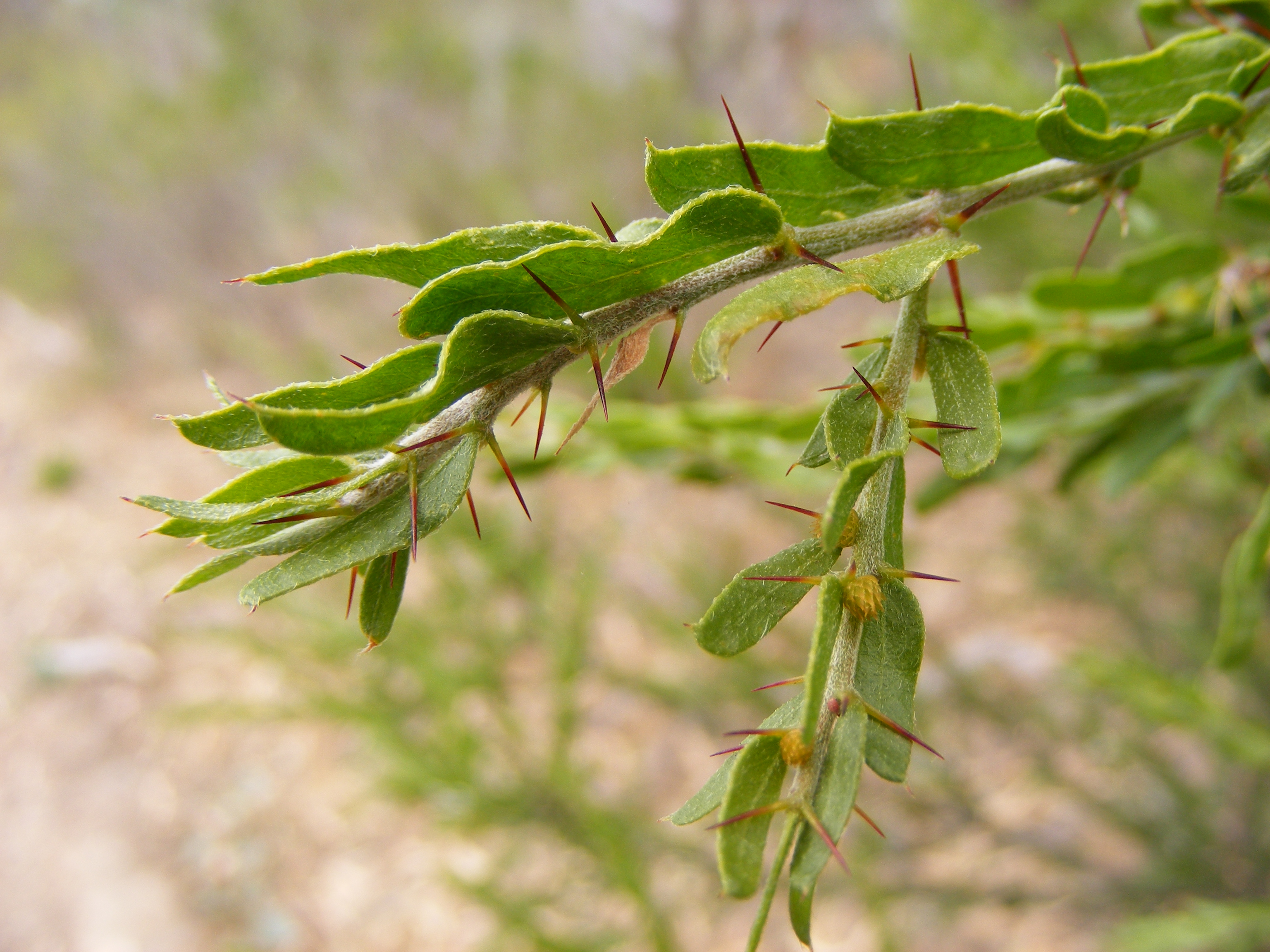
Zweig mit Nebenblattdornen (deshalb jeweils ein Paar) und Phyllodien vom Kängurudorn (Acacia paradoxa)

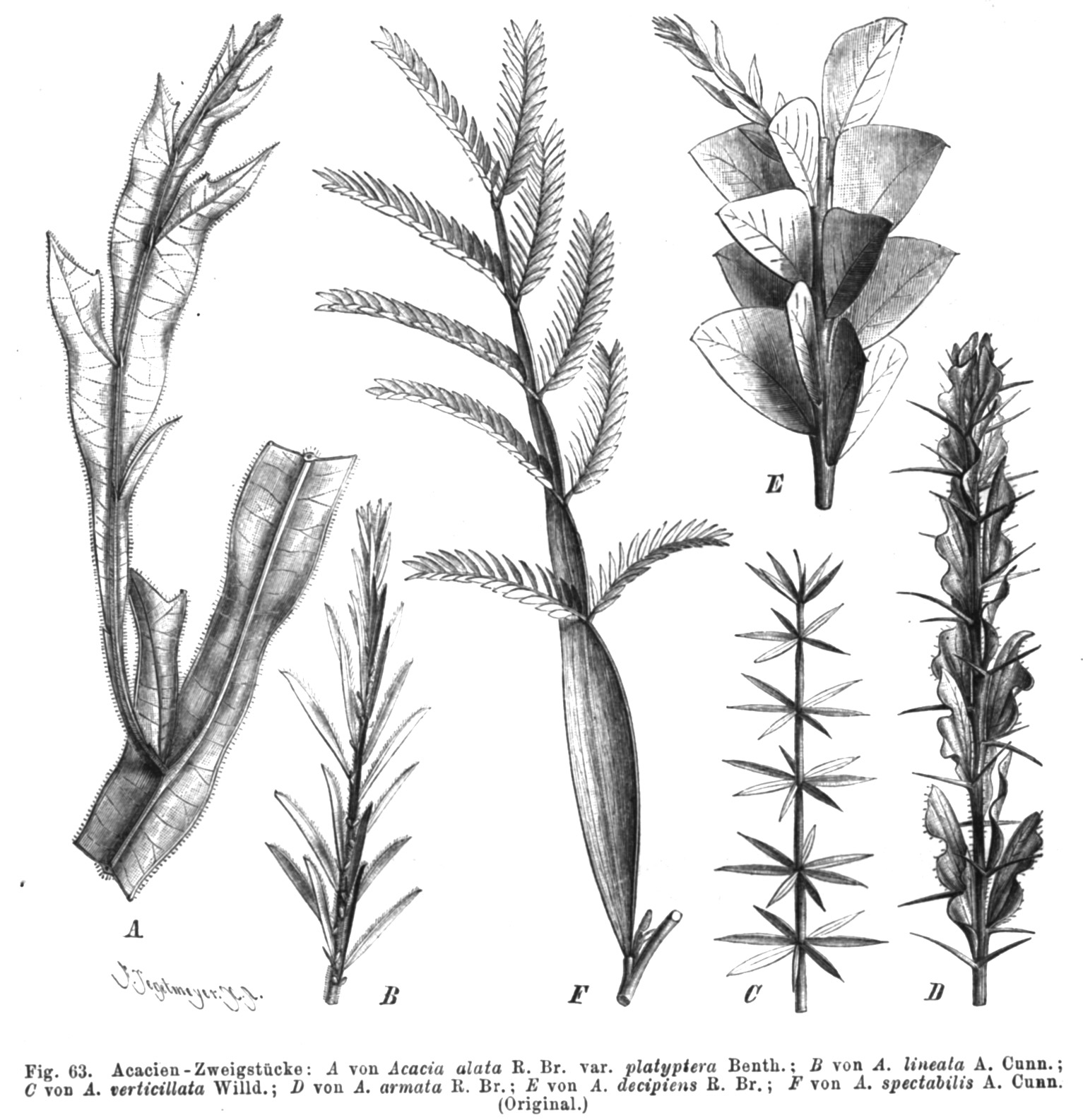
Illustration: Zweige mit Blättern, unterschiedlich geformte Phyllodien, von Acacia alata var. platyptera, B Acacia lineata, C Acacia verticillata, D Kängurudorn (Acacia paradoxa), E Acacia truncata, F Acacia spectabilis

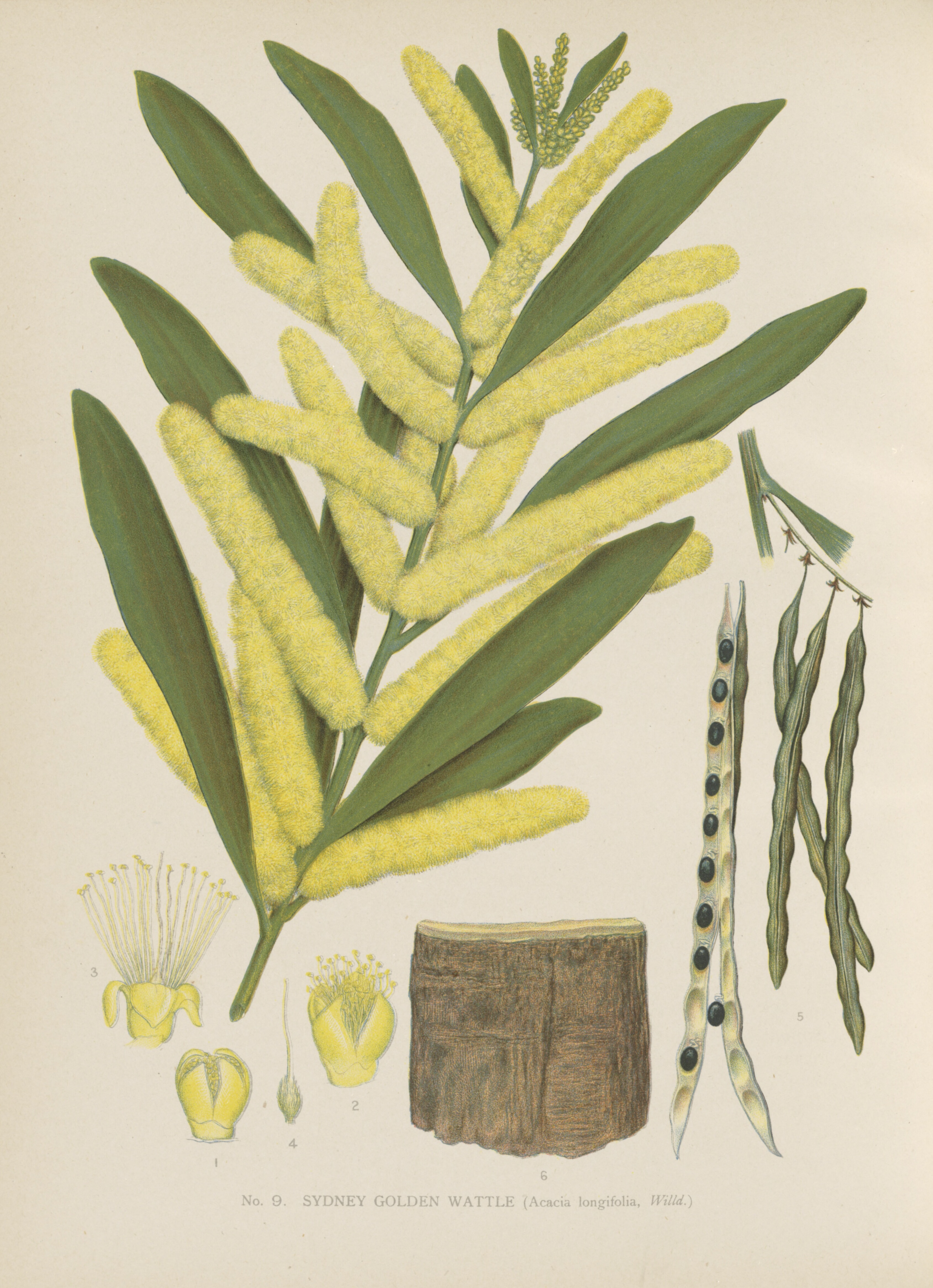
Illustration von Acacia longifolia

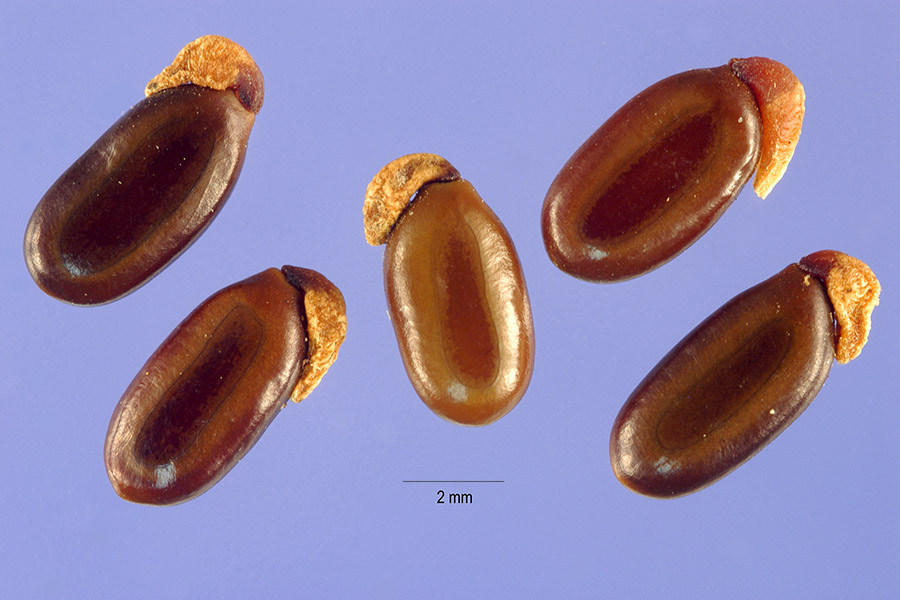
Samen mit Arillus der Gold-Akazie (Acacia pycnantha)

### Erscheinungsbild
Acacia-Arten sind selten Bäume, meist Sträucher. Manche Arten besitzen Dornen. Acacia-Arten gehören zu den Harthölzern. Die Wurzeln von Akazien-Arten bilden mit Knöllchenbakterien (Rhizobium spec.) eine Symbiose, mit deren Hilfe sie Luftstickstoff pflanzenverfügbar machen.

### Blätter und Nebenblätter
Selten werfen sie in der Trockenzeit ihr Laub ab, meist sind sie immergrün. Bei vielen Akazien-Arten liegt Heterophyllie vor. Junge Exemplare besitzen oft Laubblätter mit normalen Blattstiel und doppelt gefiederter Blattspreite. Dann gibt es manchmal ein Übergangsstadium, bei denen der Blattstiel schon abgeflacht ist, aber es noch eine mehr oder weniger große gefiederte Blattspreite gibt. Meist ist mindestens an ausgewachsenen Exemplaren, der Blattstiel abgeflacht und er übernimmt die Photosynthese-Funktion, Blattspreiten sind keine vorhanden, dies nennt man Phyllodium. Die Form der Phyllodien ist sehr unterschiedlich. Phyllodien sind bei den meisten Acacia s. str. vorhanden, dagegen besitzen bei den meisten aus Acacia s. l. ausgegliederten Arten die Blätter auch an angewachsenen Exemplaren meist vollentwickelte doppelt gefiederte Blattspreiten.
Es sind zwei Nebenblätter vorhanden, die früh abfallen oder beständig sind; meist sind sie klein, schuppenförmig oder zu Dornen umgewandelt.

### Blütenstände und Blüten
An den Enden der Zweige stehen, seitig in bündeligen Gesamtblütenständen oder einzeln auf Blütenstandsschäften oder sitzend, kugelige kopfige, zylindrische ährige oder traubig Blütenstände, in denen viele Blüten meist dichtgedrängt zusammen stehen. Jede Blüte steht über einem kleinen, bräunlichen, spatel- oder schildförmigen, genagelten Deckblatt.
Die relativ kleinen Blüten sind radiärsymmetrisch, vier- oder fünfzählig und meist zwittrig mit doppelter Blütenhülle. Die Farbe der Blüten reicht von sattgelb bis cremeweiß, sehr selten sind sie rot. Die jeweils vier oder fünf Kelch- und Kronblätter können frei oder verwachsen sein. Die unter oder gerade über der Basis des Fruchtblattes entspringenden vielen Staubblätter überragen die Blütenhüllblätter. Das Fruchtblatt ist kahl oder flaumig behaart. Es sind viele Samenanlagen vorhanden. Der dünne Griffel überragt die Staubblätter. Oft verströmen die Blüten einen starken Duft und bringen reichlich Pollen hervor, dies lockt Bienen an.

### Früchte und Samen
Die Hülsenfrüchte sind lineal bis länglich, gerade bis gekrümmt oder spiralig gedreht, im Querschnitt rund oder abgeflacht. Die Samen sind länglich, fast kugelig oder abgeflacht-eiförmig und besitzen einen Arillus. In der Regel sind die Samen lange lebensfähig, einige benötigen Feuer, um keimen zu können.

## Vorkommen
Von den etwa 950 Acacia-Arten sind fast alle nur auf dem australischen Kontinent verbreitet. Nur etwa ein Dutzend Arten kommen in anderen Gebieten Australasiens vor. Acacia-Arten kommen in allen australischen Bundesstaaten vor. Sie gedeihen von den Küstengebieten bis in die Berge und im trockenen Inland. Überall in der australischen Vegetation sind Acacia-Arten als dominante Florenelemente vertreten, besonders in den ariden bis semiariden Gebieten.

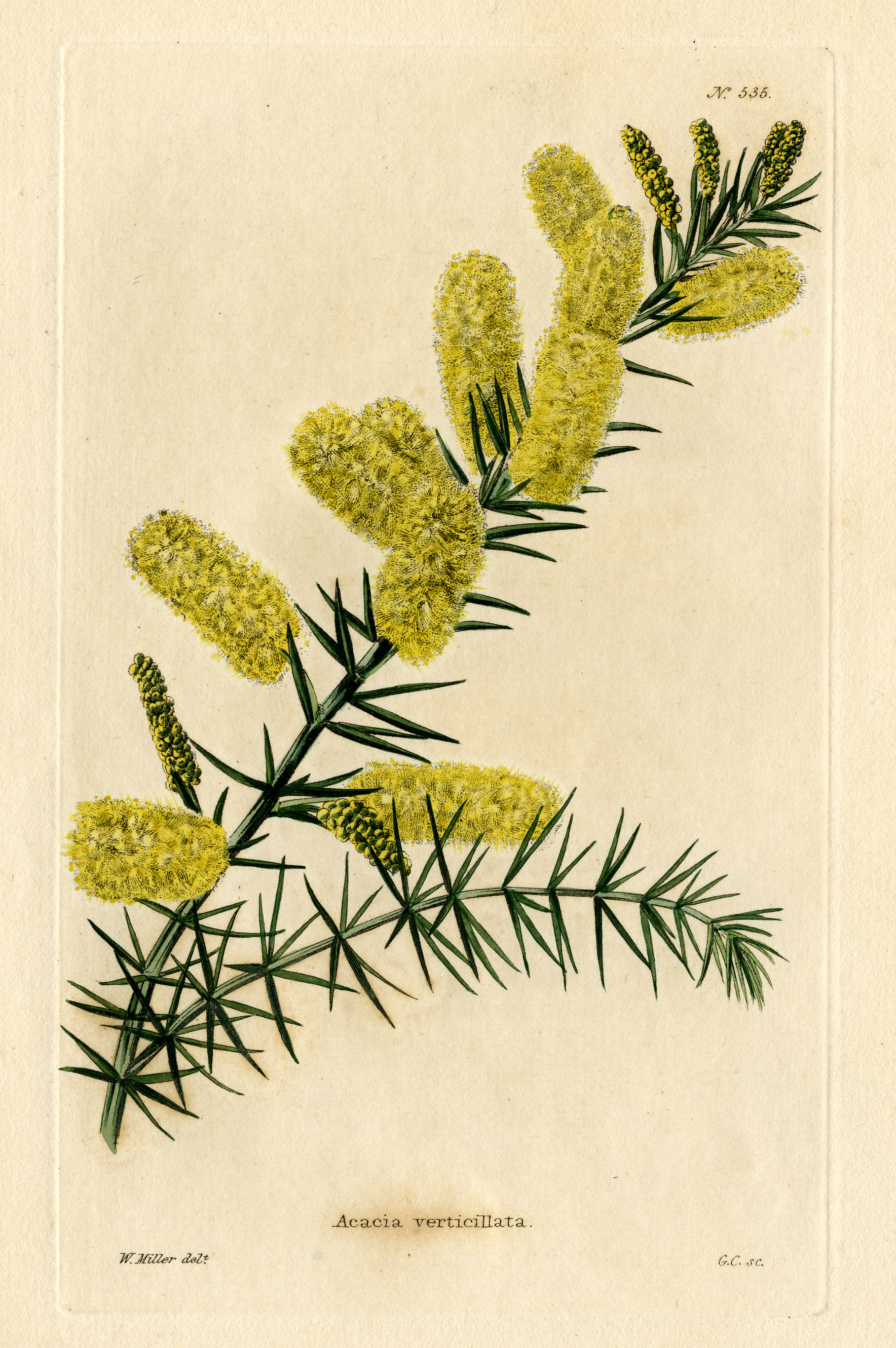
Illustration von W.Miller von Acacia verticillata

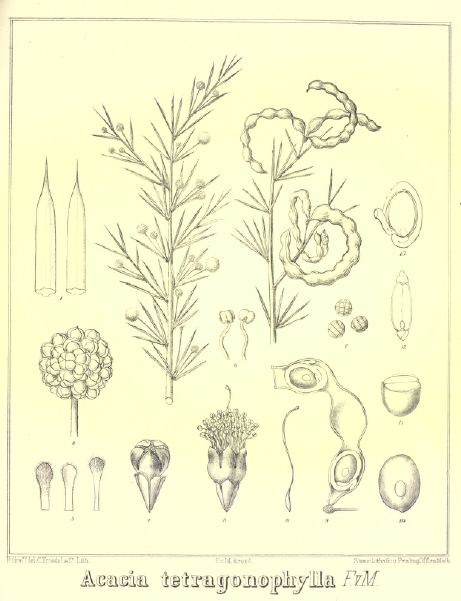
Illustration: Zweige mit Blütenständen und Hülsenfrüchten, Blüten im Detail von Acacia tetragonophylla

## Systematik und botanische Geschichte
Der Gattungsname Acacia wurde 1754 durch Philip Miller in The Gardeners Dictionary Abridged, 4. Auflage erstveröffentlicht. Der Gattungsname Acacia (im Mittelalter auch Acatia und Accacia geschrieben, wobei jedoch meist Schlehdorn bzw. Schlehdornsaft gemeint war) leitet sich vom griechischen Wort akakia für die Arabische Gummi-Akazie (Acacia nilotica, dies ist ein Synonym von Vachellia nilotica (L.) P.J.H.Hurter & Mabb.) ab, der sich aus ake oder akis für scharfe Spitze oder Dorn, akazo für schärfen ableitet. Synonyme für Acacia Mill. sind: Acaciopsis Britton & Rose, Bahamia Britton & Rose, Delaportea Thorel ex Gagnep., Fishlockia Britton & Rose, Manganaroa Speg., Myrmecodendron Britton & Rose, Nimiria Prain ex Craib, Poponax Raf., Racosperma Mart., Siderocarpos Small, Tauroceras Britton & Rose.
Die Gattung Acacia gehört zur Tribus Acacieae in der Unterfamilie der Mimosoideae innerhalb der Familie der Fabaceae.
Die Gattung Acacia wurde historisch seit Pedley 1978 in drei Untergattungen und Sektionen gegliedert:
- Untergattung Acacia
- Untergattung Aculeiferum Vassal mit den Sektionen:
  - Sektion Spiciflorae DC.
  - Sektion Filicinae
- Untergattung Phyllodineae (DC.) Ser. mit den Sektionen:
  - Sektion Alatae F.Muell.
  - Sektion Botrycephalae (Benth.) Taub.
  - Sektion Juliflorae F.Muell.
  - Sektion Lycopodiifoliae Pedley
  - Sektion Phyllodineae DC.
  - Sektion Plurinerves F.Muell.
  - Sektion Pulchellae (Benth.) Taub.

Aus der Gattung Acacia s. l. (damals 1350 bis 1450 Arten) wurden etwa 400 Arten in kleinere Gattungen ausgegliedert. Und so ist obige doch schon sehr alte Untergliederung der Gattung nicht mehr aktuell. Die ehemaligen Untergattungen Acacia sowie Aculeiferum fallen weg. Ihre Arten wurden den neuen Gattungen zugeordnet.
2003 wurde von Orchard und Maslin auf der Sitzung der Nomenclature Section of the XVII International Botanical Congress in Vienna als neue Typusart Acacia penninervis Sieber ex DC., die Acacia nilotica (L.) Willd. ex Delile ersetzt, vorgeschlagen und in The official report of the Spermatophyta Committee, with detailed discussion of the reasons for their decision, In: Taxon, Volume 53, Number 3, 1. August 2004, S. 826–829, veröffentlicht, dies ist seit 30. Juli 2005 gültig. Dies geschah, damit fast 950 australische Arten in der Gattung Acacia verbleiben.
Die neuen Gattungen sind:
- Acacia Mill. s. str.: Es handelt sich auch nach der Ausgliederung von fast 400 Arten um eine der artenreichsten Gattung der Familie Fabaceae. Sie enthält 2004/6 etwa 948 Arten hauptsächlich in Australien, aber auch sieben auf Pazifischen Inseln, ein oder zwei in Madagaskar und zehn im tropischen Asien. Sie ist 2004/6 in sechs Untergattungen gegliedert:
  - Alatae
  - Botrycephalae
  - Juliflorae
  - Lycopodiifoliae
  - Phyllodinae
  - Plurinerves
  - Pulchellae

Einige der Arten, die in neuen Gattungen eingeordnet wurden, siehe unter: Akazien (Acacieae):
- Acaciella Britton & Rose (früher Acacia subg. Aculeiferum sect. Filicinae): Die etwa 15 Arten sind in der Neotropis verbreitet.
- Mariosousa Seigler & Ebinger: Die etwa 13 Arten sind in der Neotropis verbreitet.
- Senegalia Raf. (früher Acacia subg. Aculeiferum):[10] Sie ist pantropisch mit 203 Arten verbreitet.
- Vachellia Wight & Arn. (früher Acacia subg. Acacia, Syn.: Acaciopsis Britton & Rose, Bahamia Britton & Rose, Fishlockia Britton & Rose, Myrmecodendron Britton & Rose, Poponax Raf., Tauroceras Britton & Rose): Sie ist pantropisch mit 163 Arten verbreitet.[4][10][11]

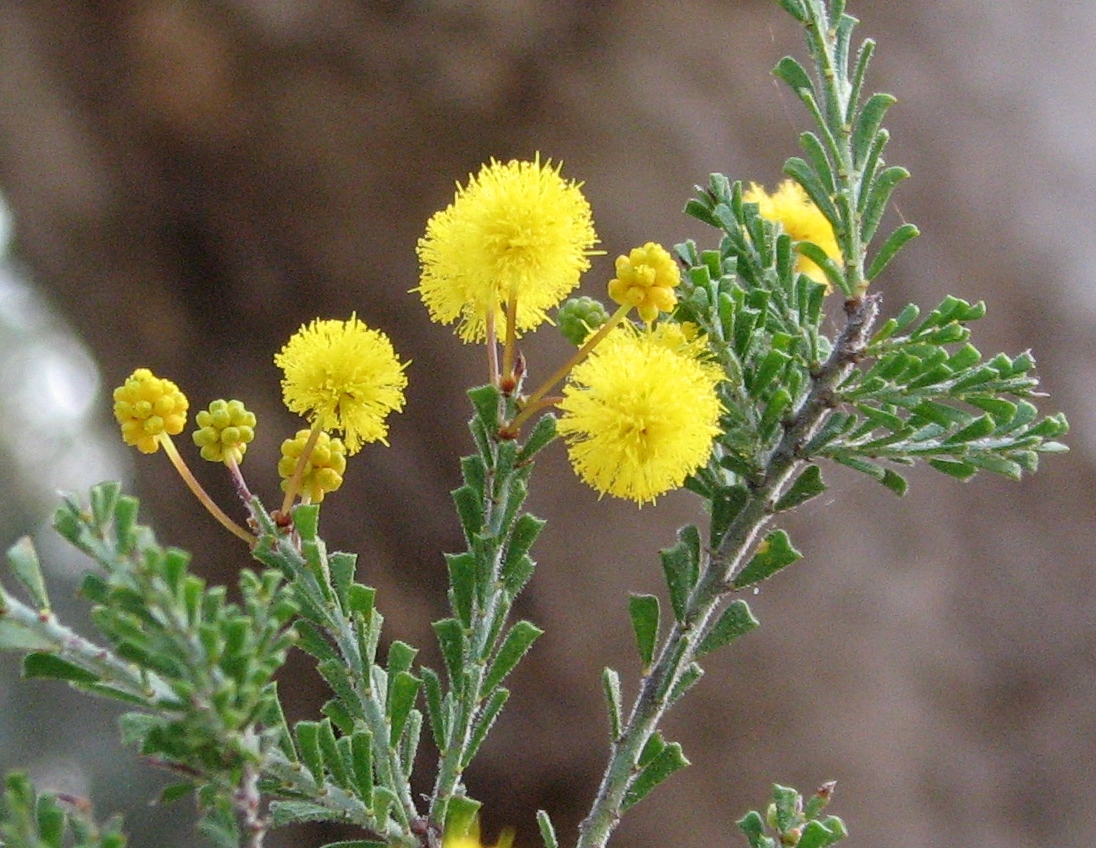
Zweig mit Phyllodien und köpfchenförmigen Blütenständen von Acacia acanthoclada

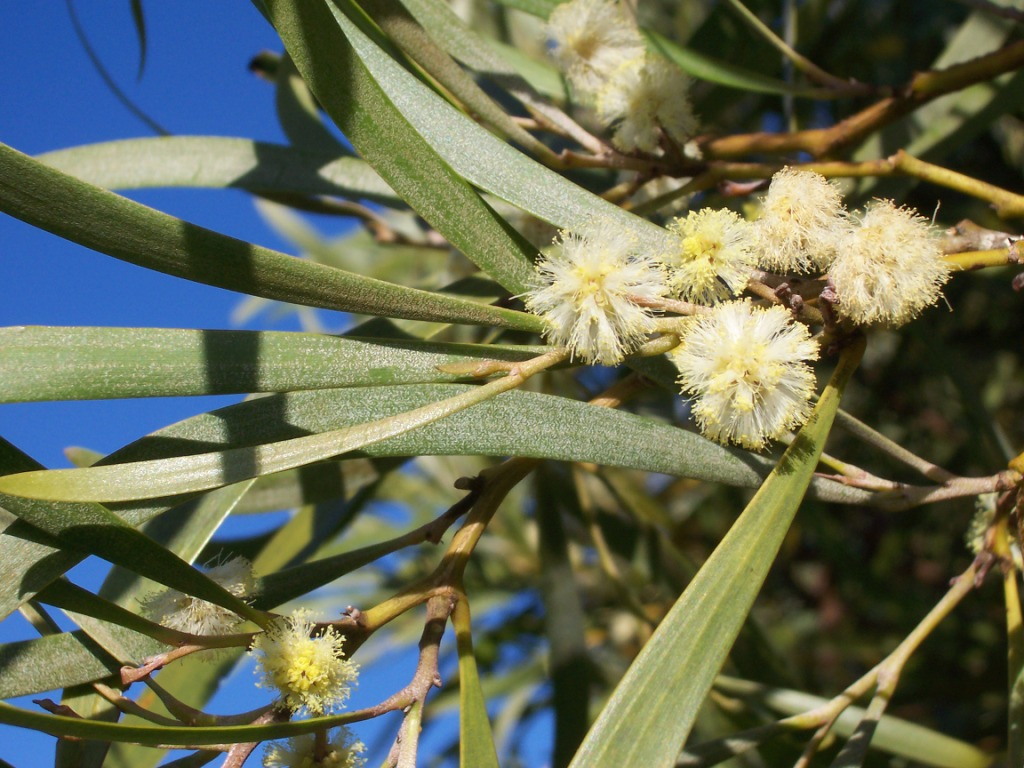
Phyllodien und köpfchenförmige Blütenstände von Acacia heterophylla

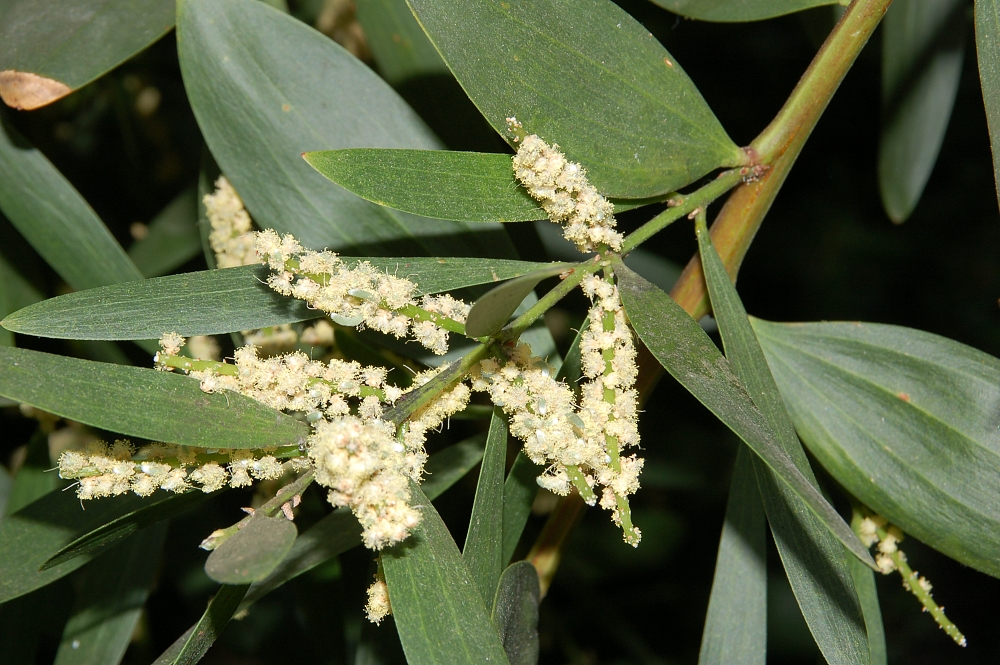
Zweig mit Phyllodien und zylindrischen Blütenständen von Acacia longifolia

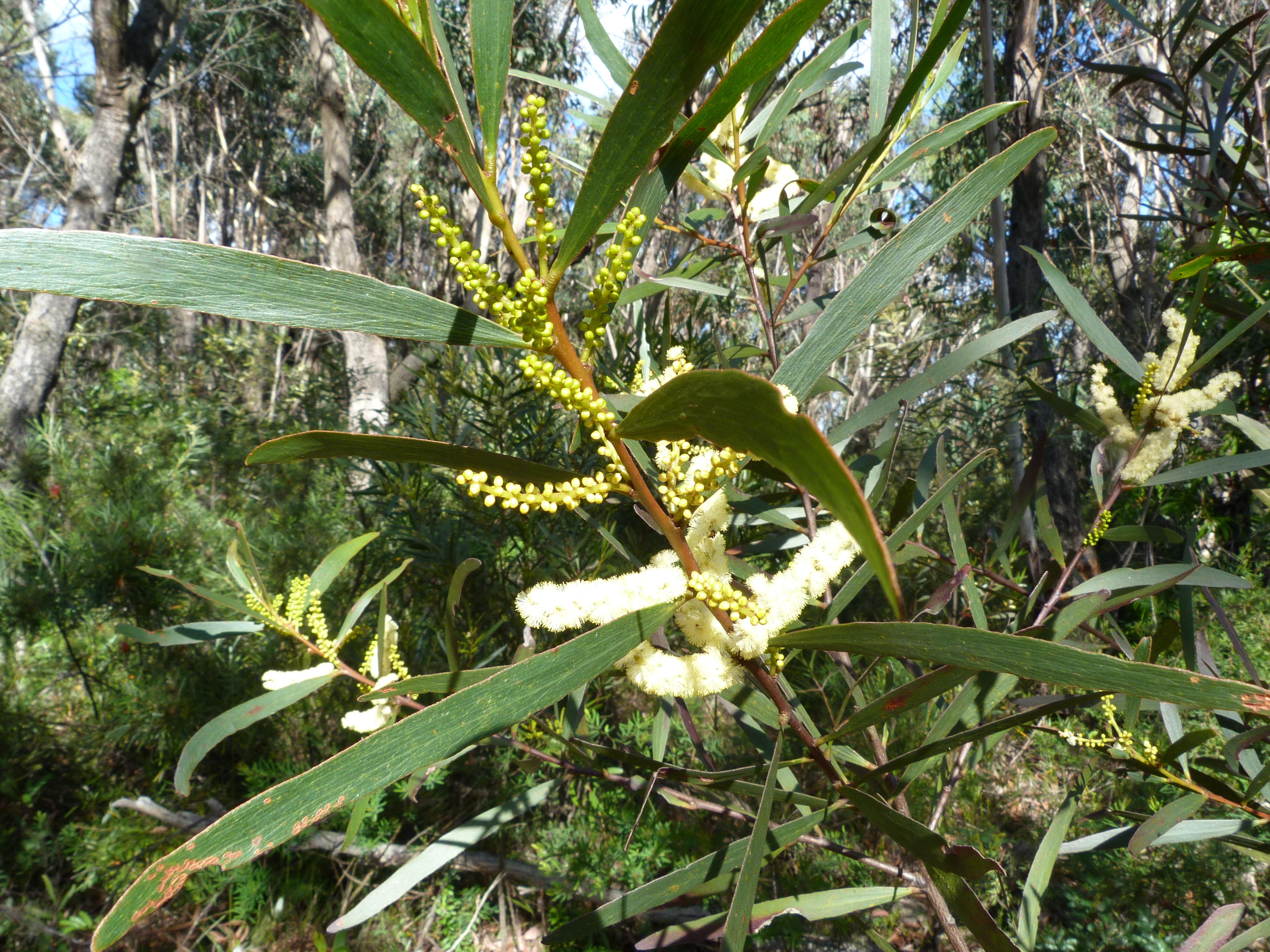
Zweig mit Phyllodien und zylindrischen Blütenständen von Acacia obtusifolia

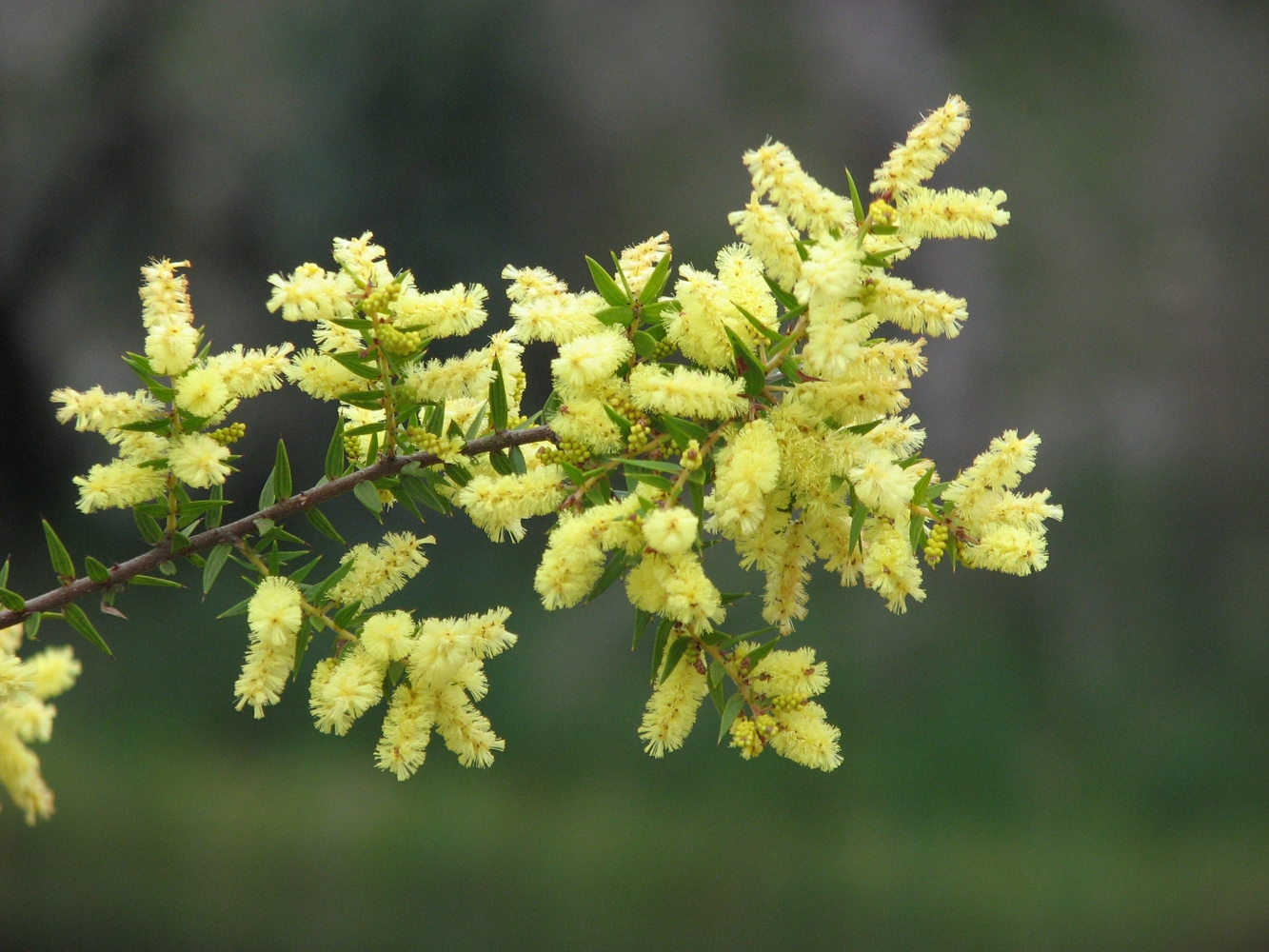
Zweig mit Phyllodien und zylindrischen Blütenständen von Acacia oxycedrus.

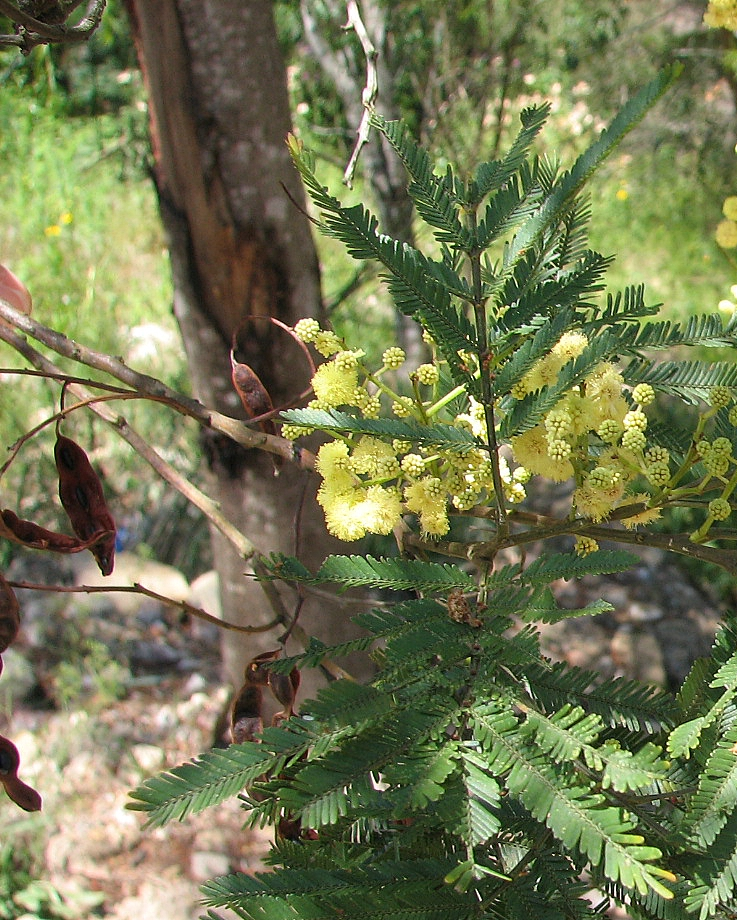
Gefiederte Laubblätter und köpfchenförmige Blütenständen von Acacia parramattensis

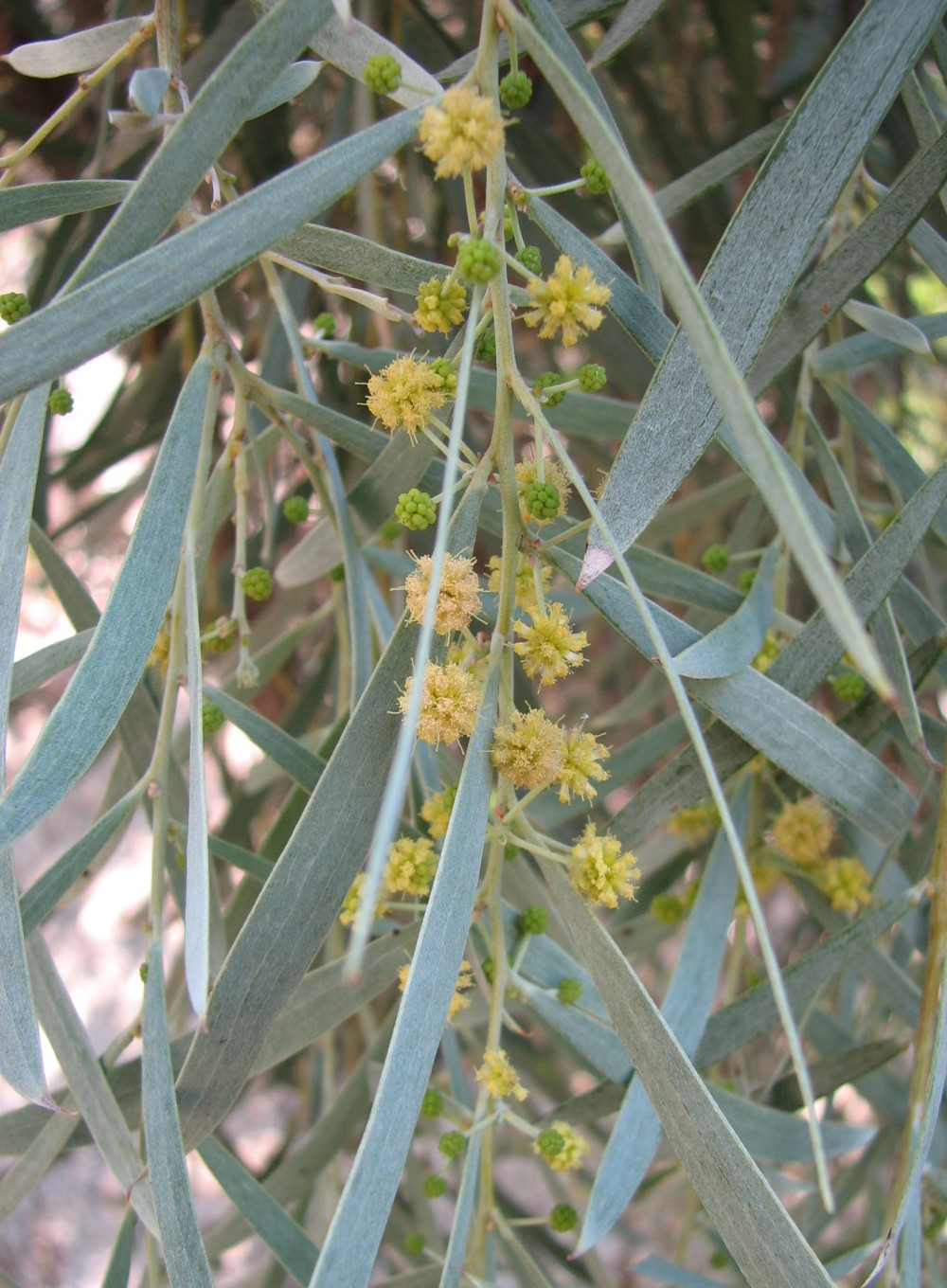
Zweig mit Phyllodien und köpfchenförmigen Blütenständen von Acacia pendula.

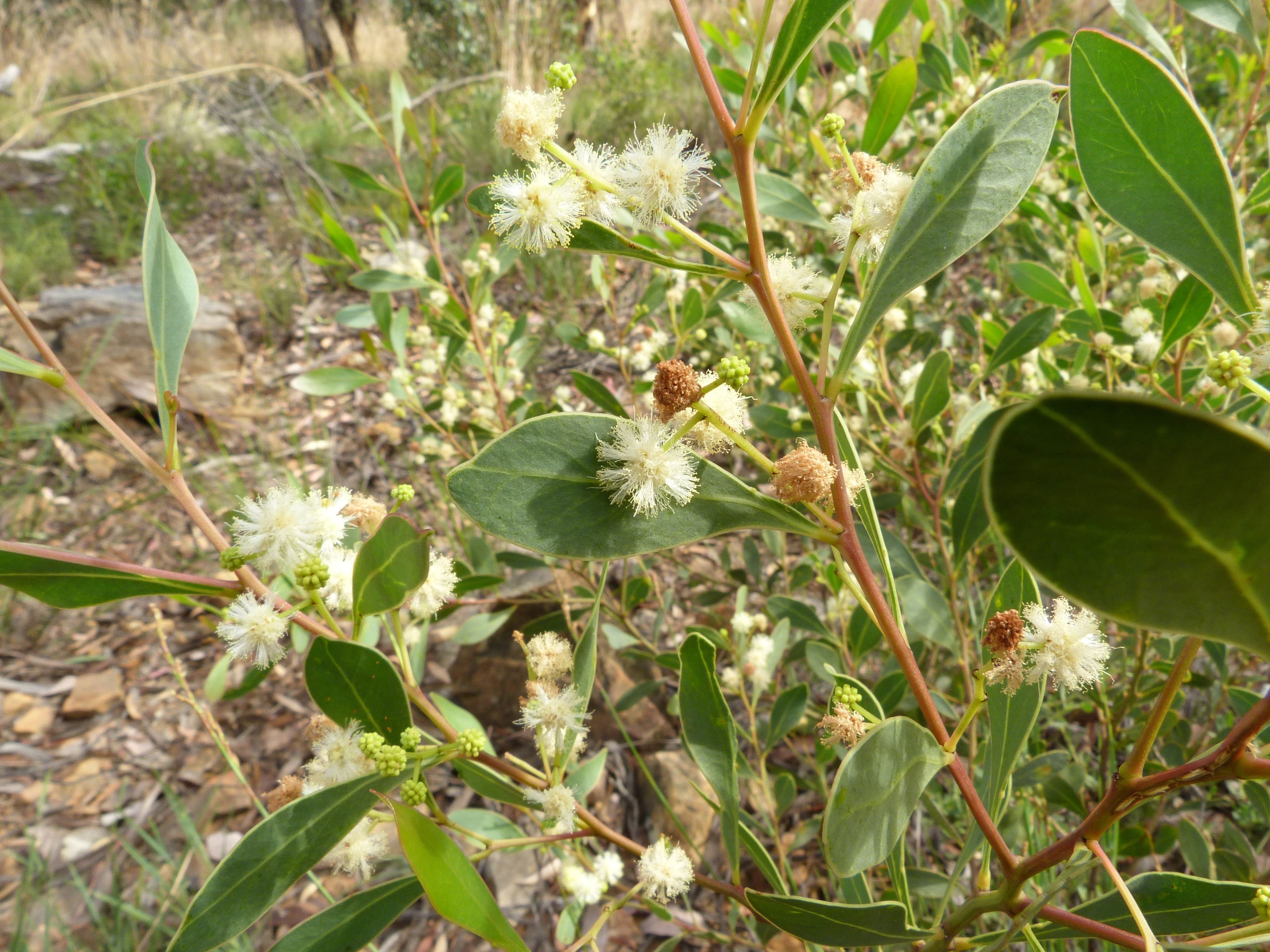
Zweig mit Phyllodien und köpfchenförmigen Blütenständen von Acacia penninervis

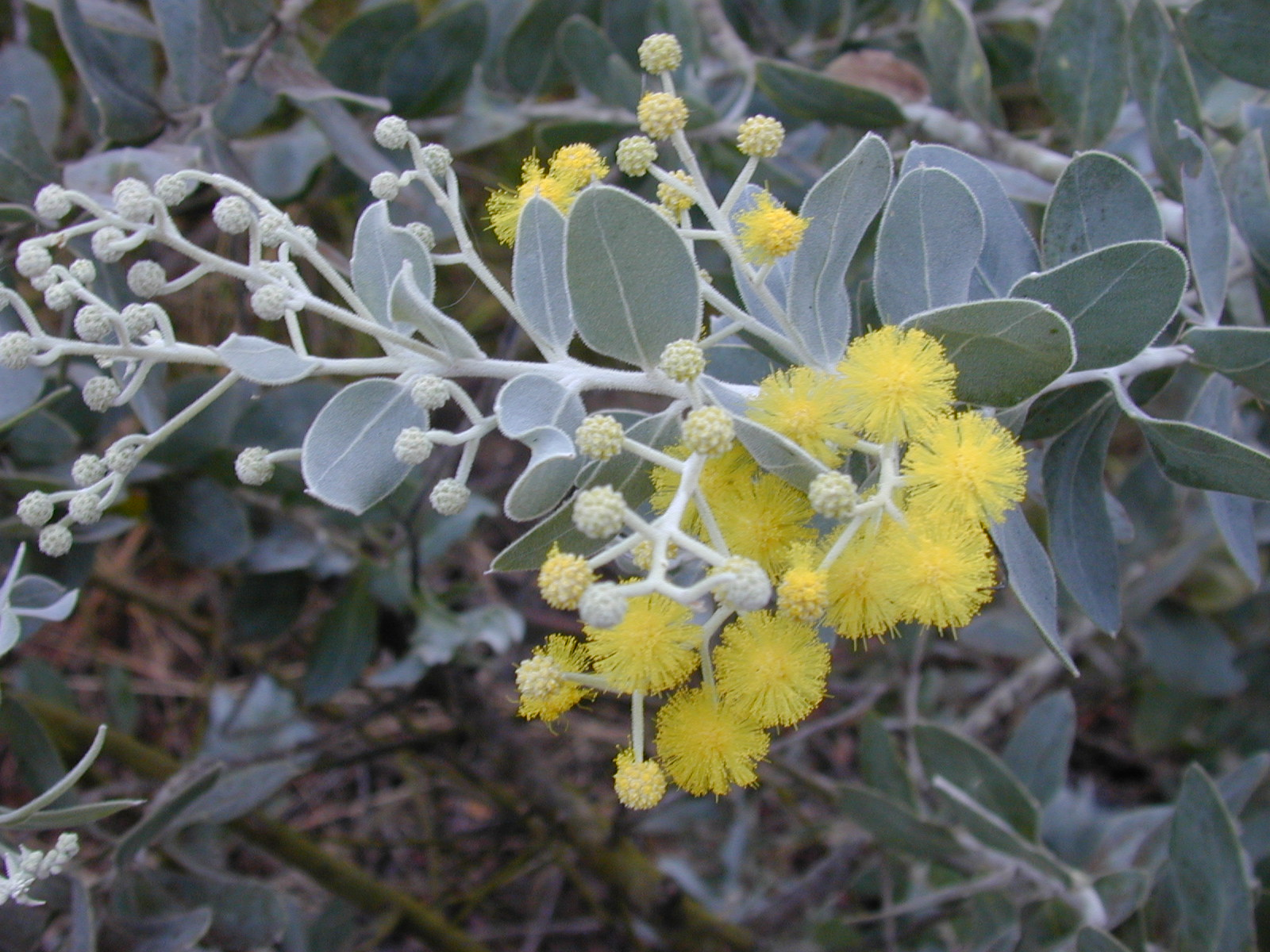
Zweig mit Phyllodien und köpfchenförmigen Blütenständen von Acacia podalyriifolia

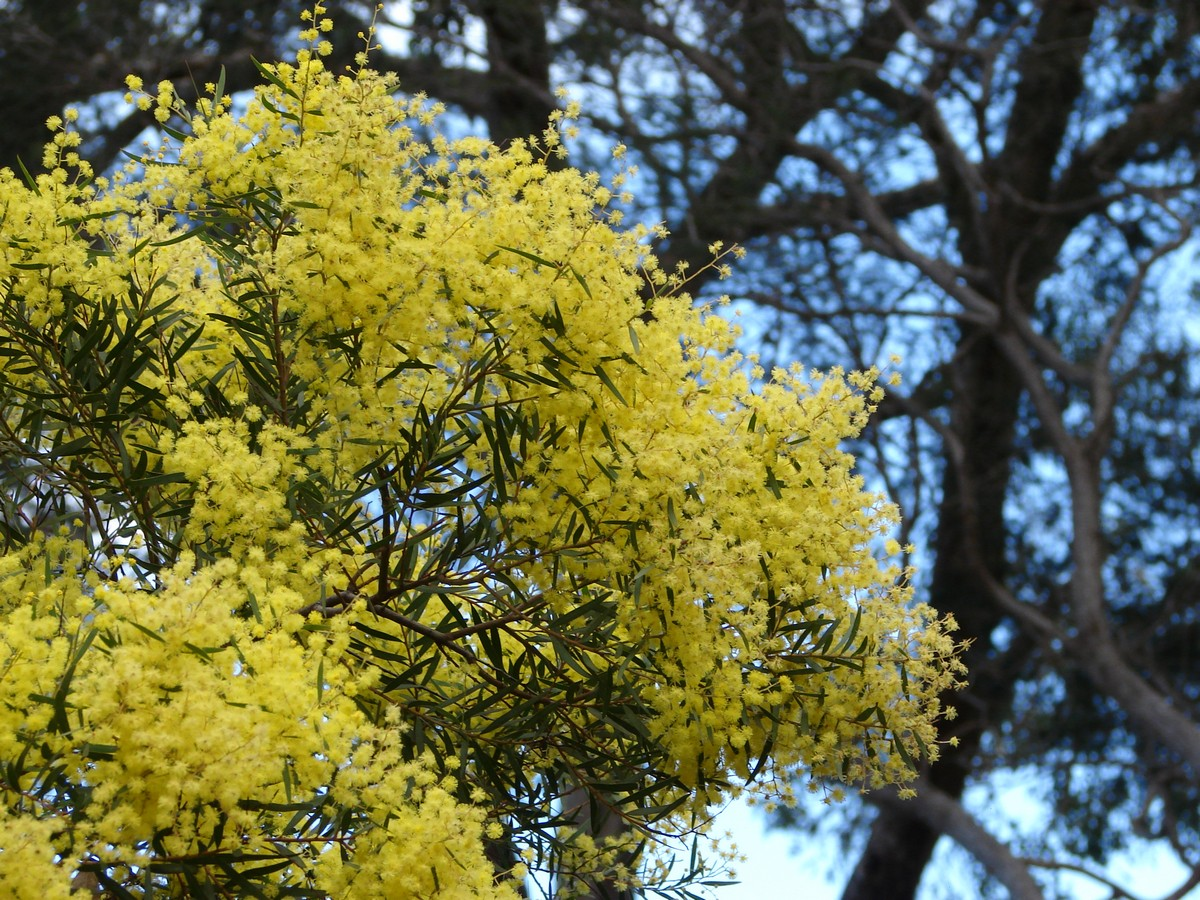
Habitus, Phyllodien und Blütenstände von Acacia prominens

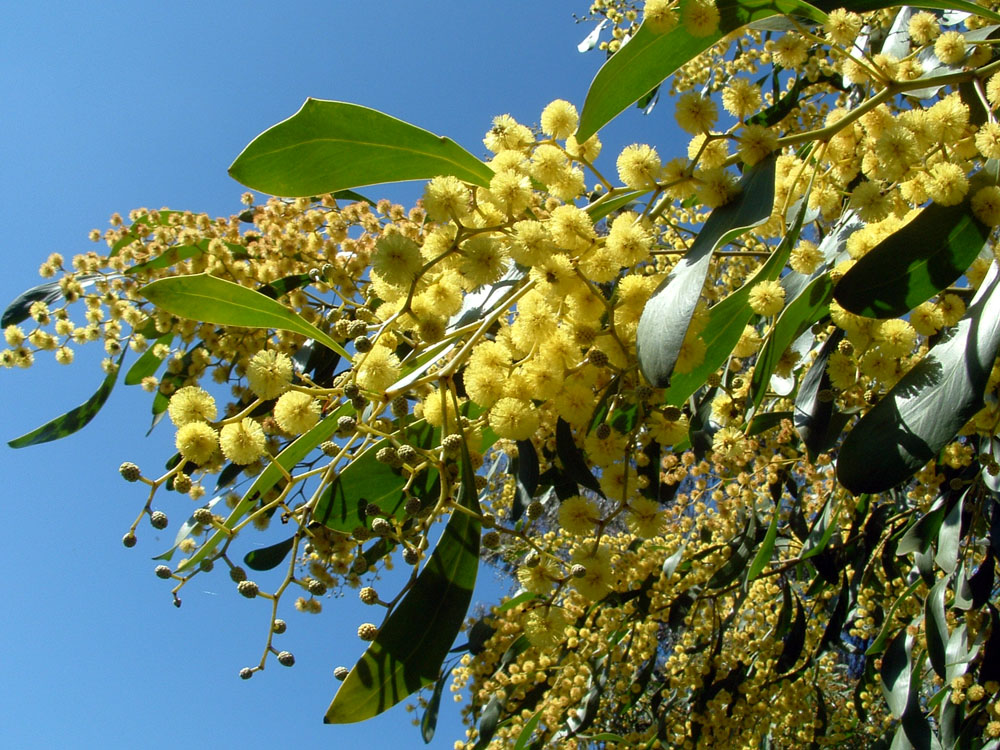
Phyllodien und köpfchenförmige Blütenstände der Gold-Akazie (Acacia pycnantha)

Habitus und Blütenstände der Immerblühenden Akazie (Acacia retinodes)

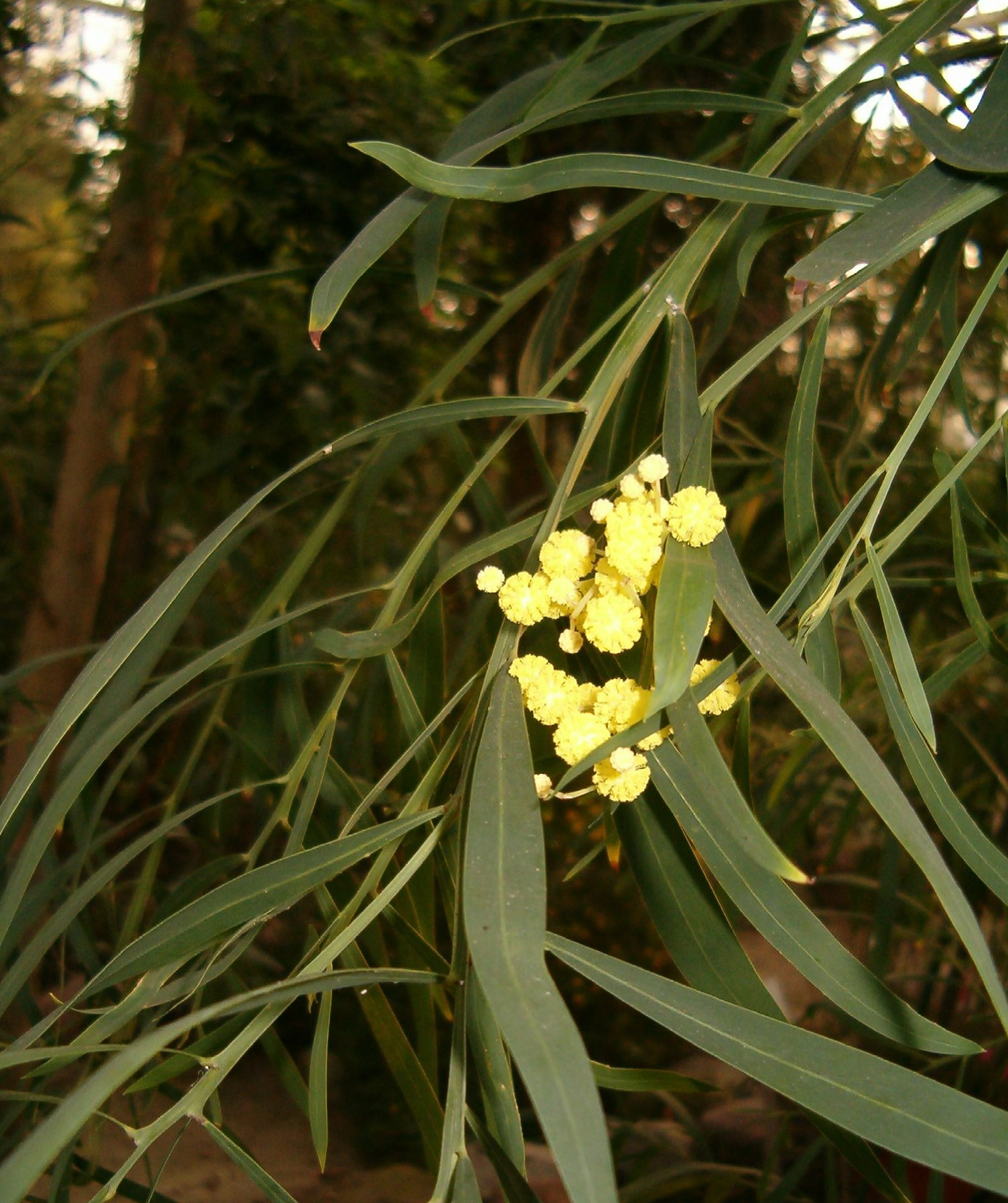
Zweig mit Phyllodien und Blütenständen von Acacia rostellifera

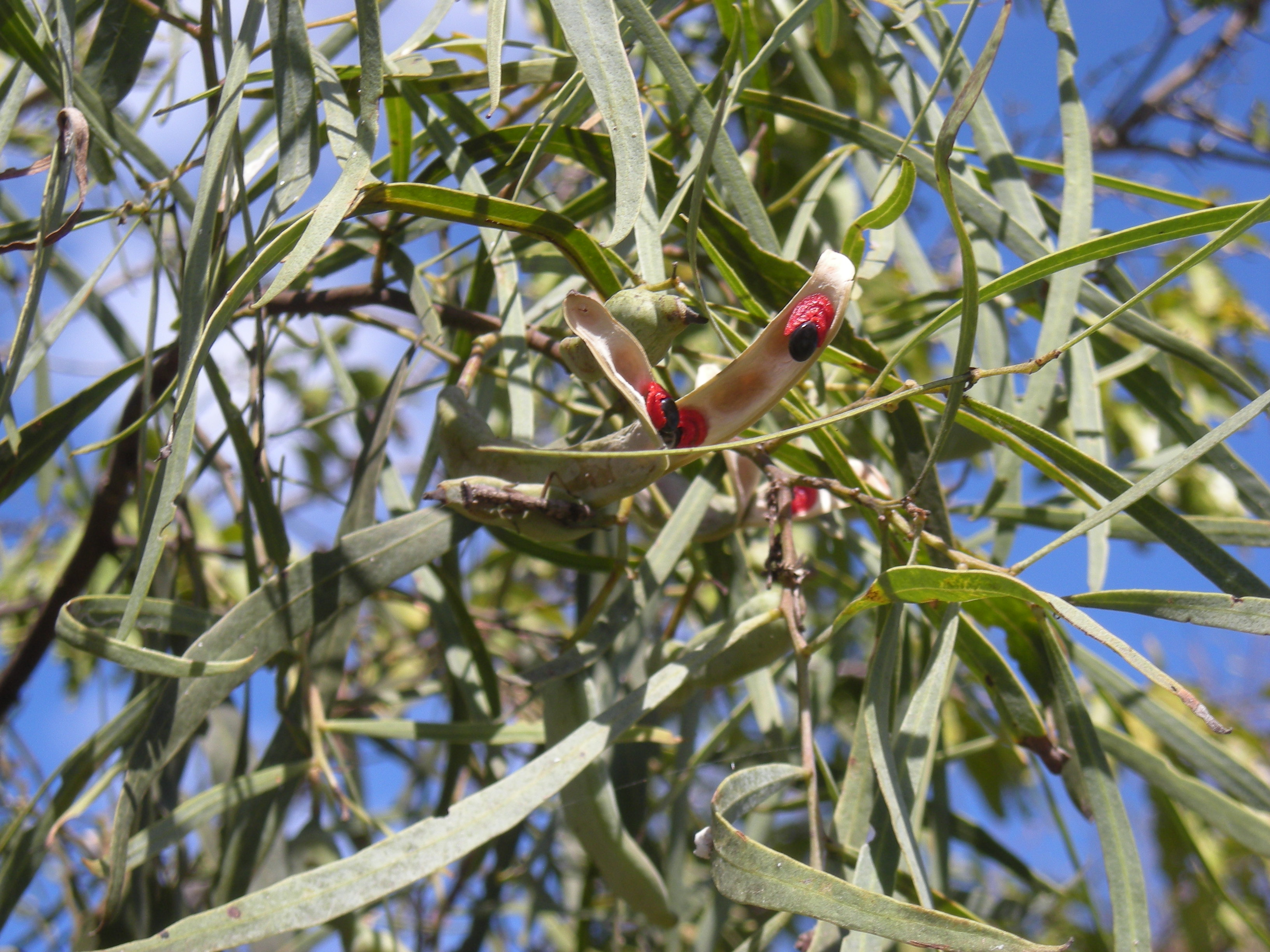
Offene Hülsenfrüchte mit Samen von Acacia salicina.

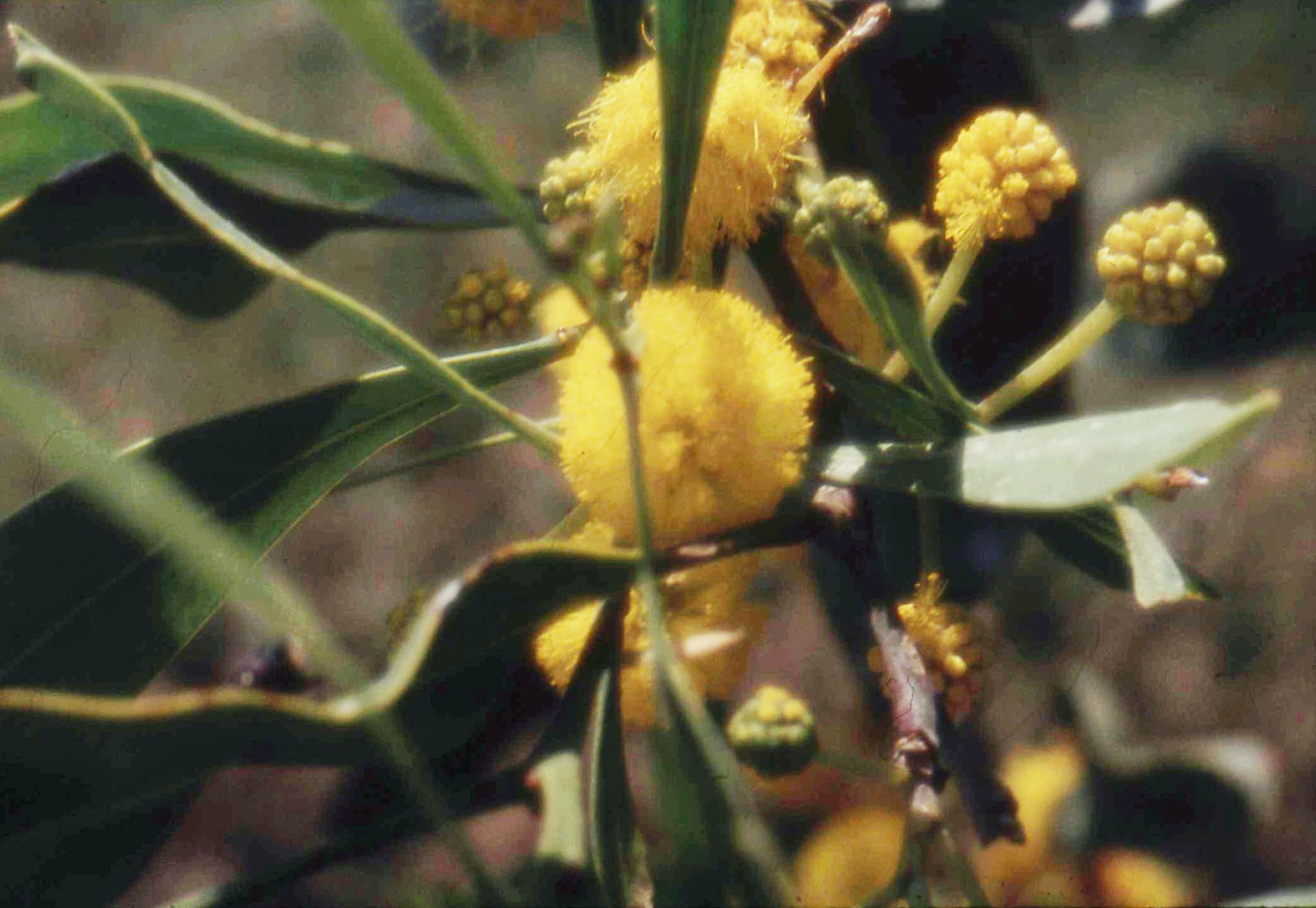
Phyllodien und köpfchenförmige Blütenstände der Weidenblatt-Akazie (Acacia saligna)

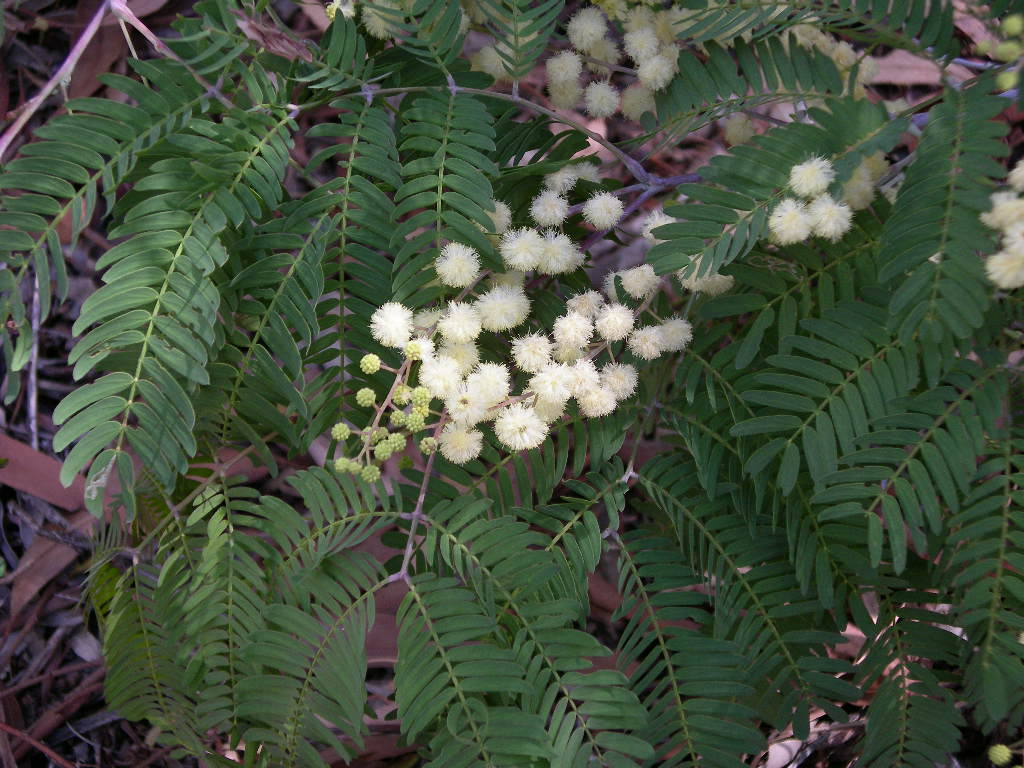
Gefiederte Laubblätter und köpfchenförmige Blütenständen von Acacia schinoides

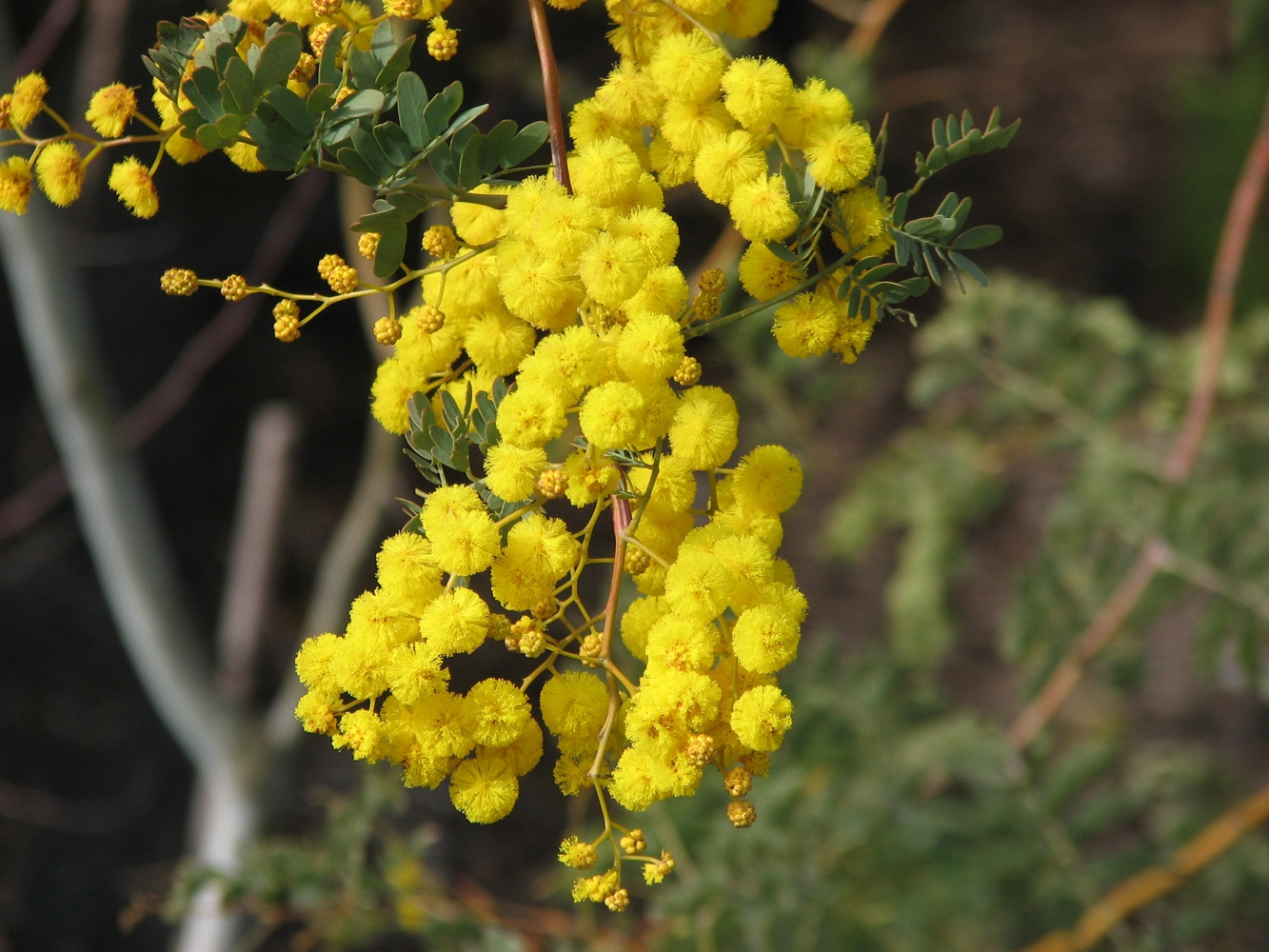
Zweig mit gefiederten Laubblättern und köpfchenförmigen Blütenständen von Acacia spectabilis

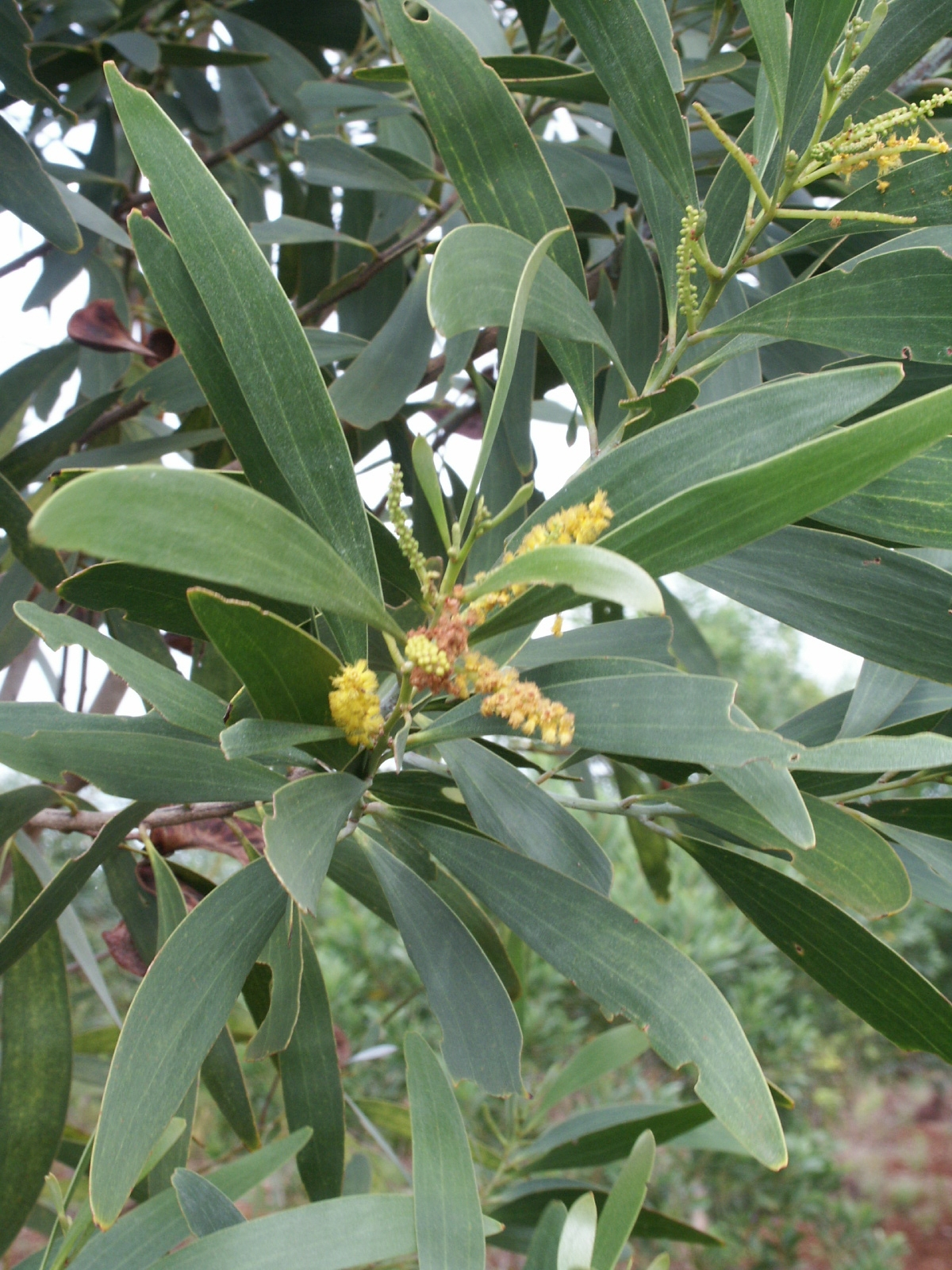
Zweig mit Phyllodien und Blütenständen von Acacia spirorbis

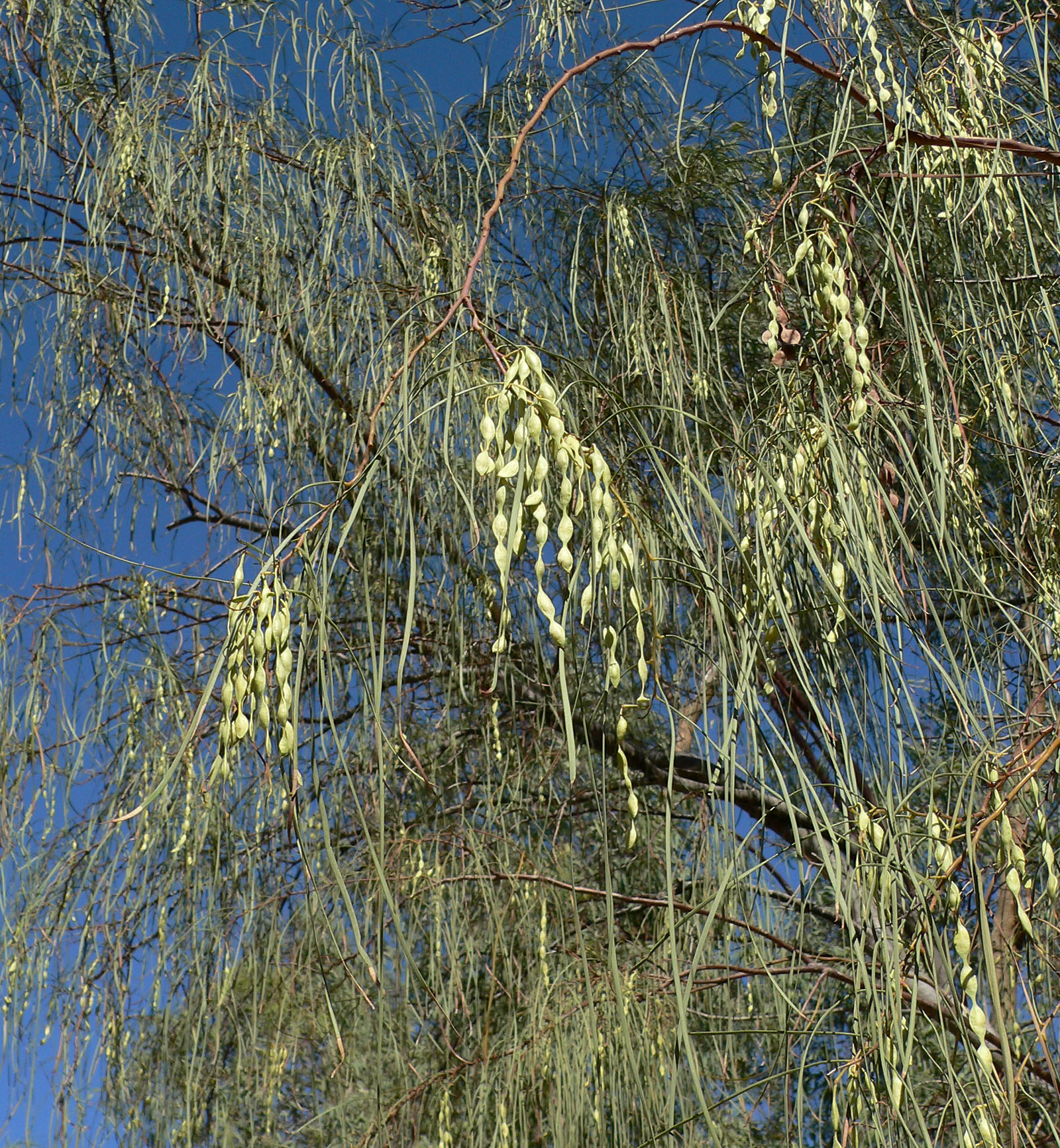
Habitus und gegliederte Hülsenfrüchte von Acacia stenophylla

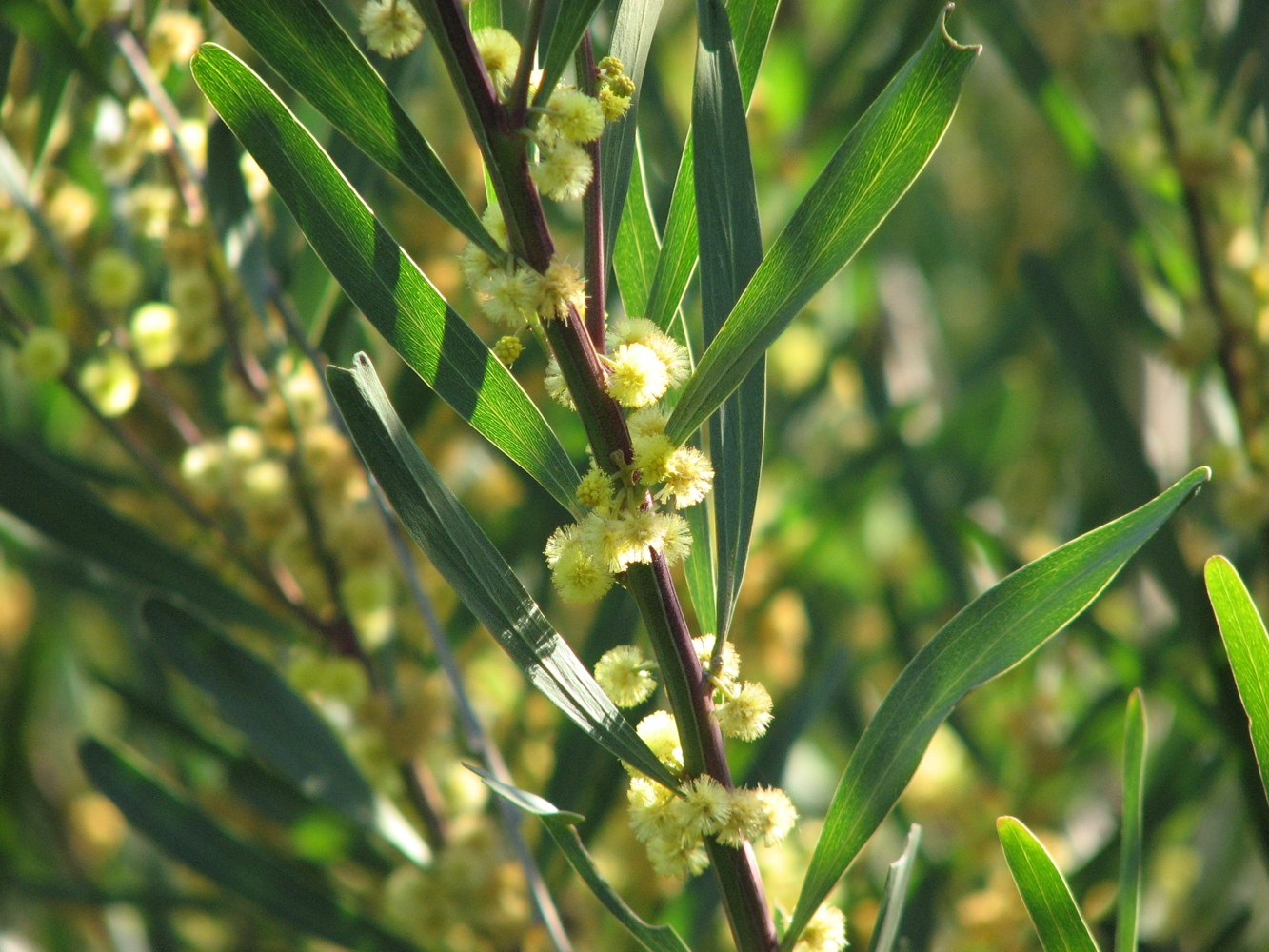
Zweig mit Phyllodien und köpfchenförmigen Blütenständen von Acacia stricta

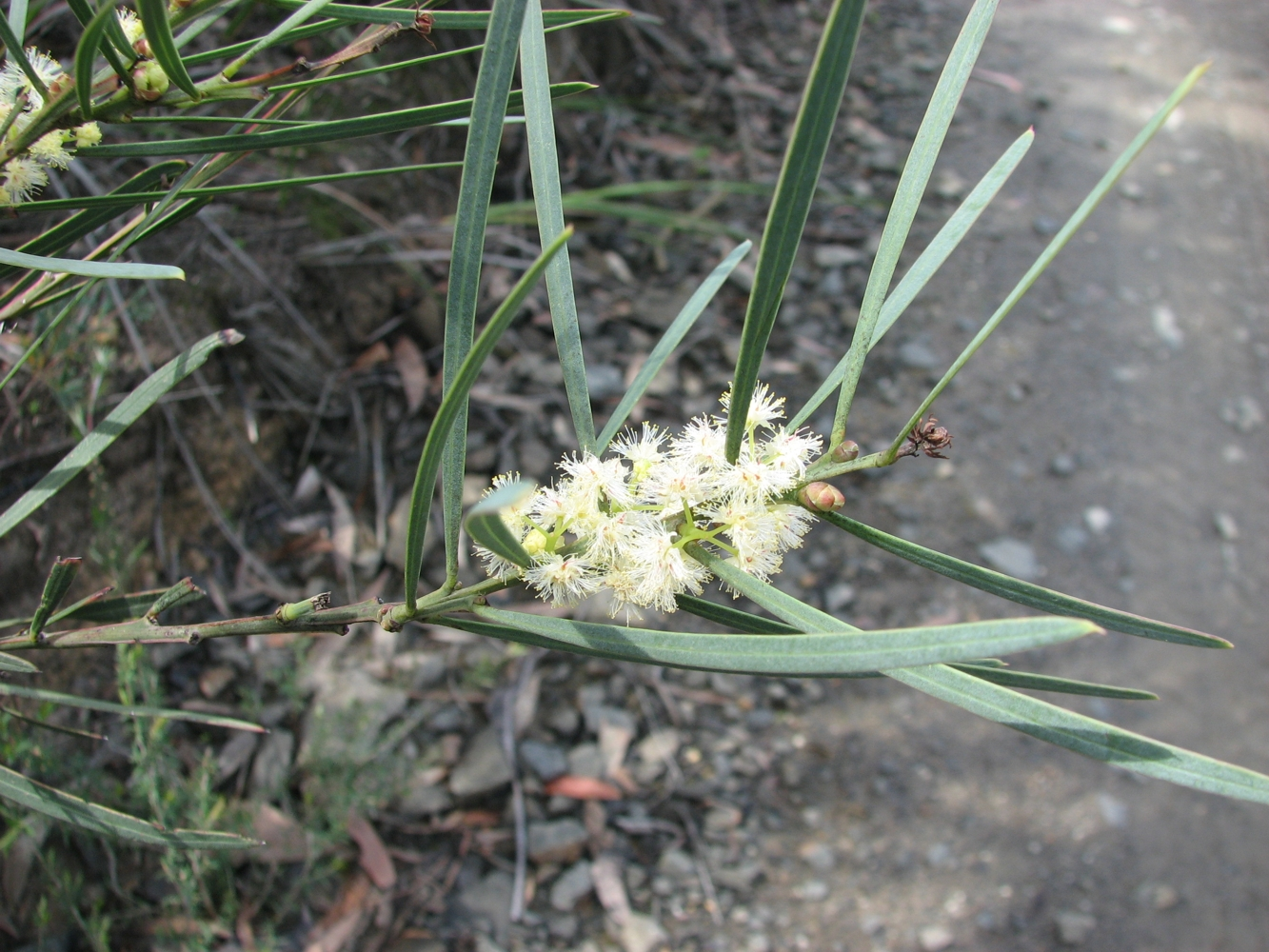
Zweig mit Phyllodien und Blütenständen von Acacia suaveolens

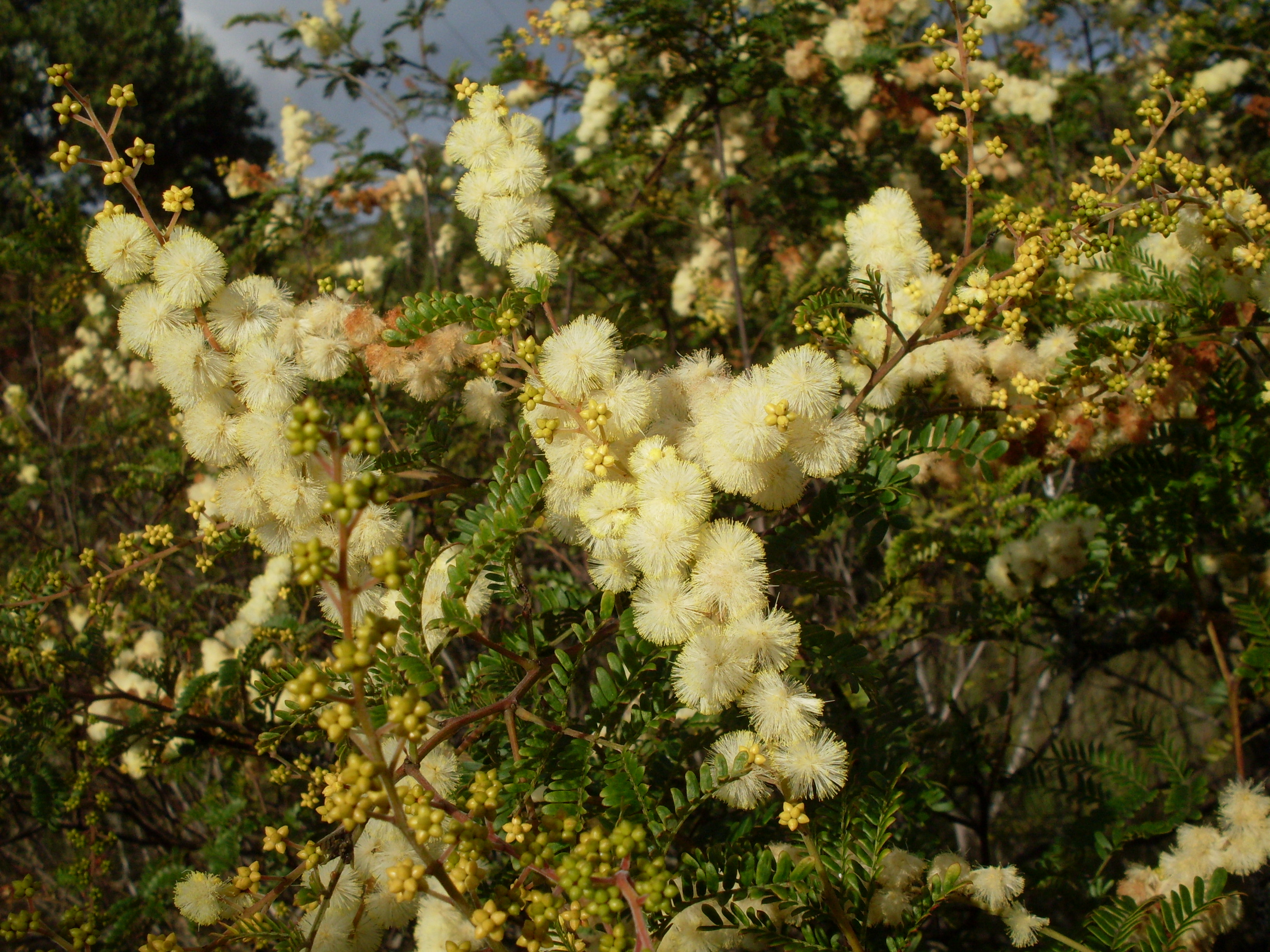
Gefiederte Laubblätter und köpfchenförmige Blütenstände von Acacia terminalis

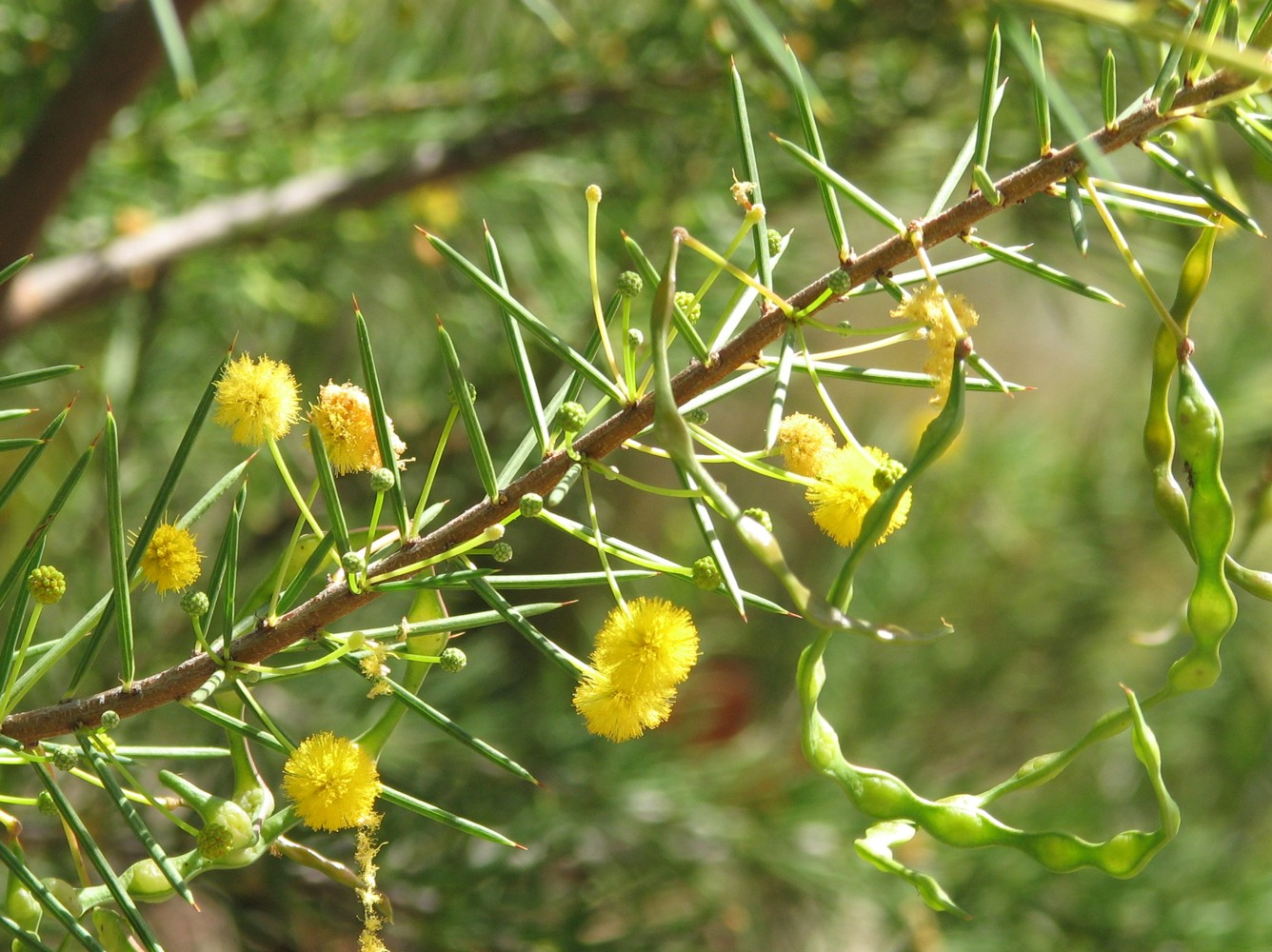
Phyllodien, köpfchenförmige Blütenstände und Hülsenfrüchte von Acacia tetragonophylla

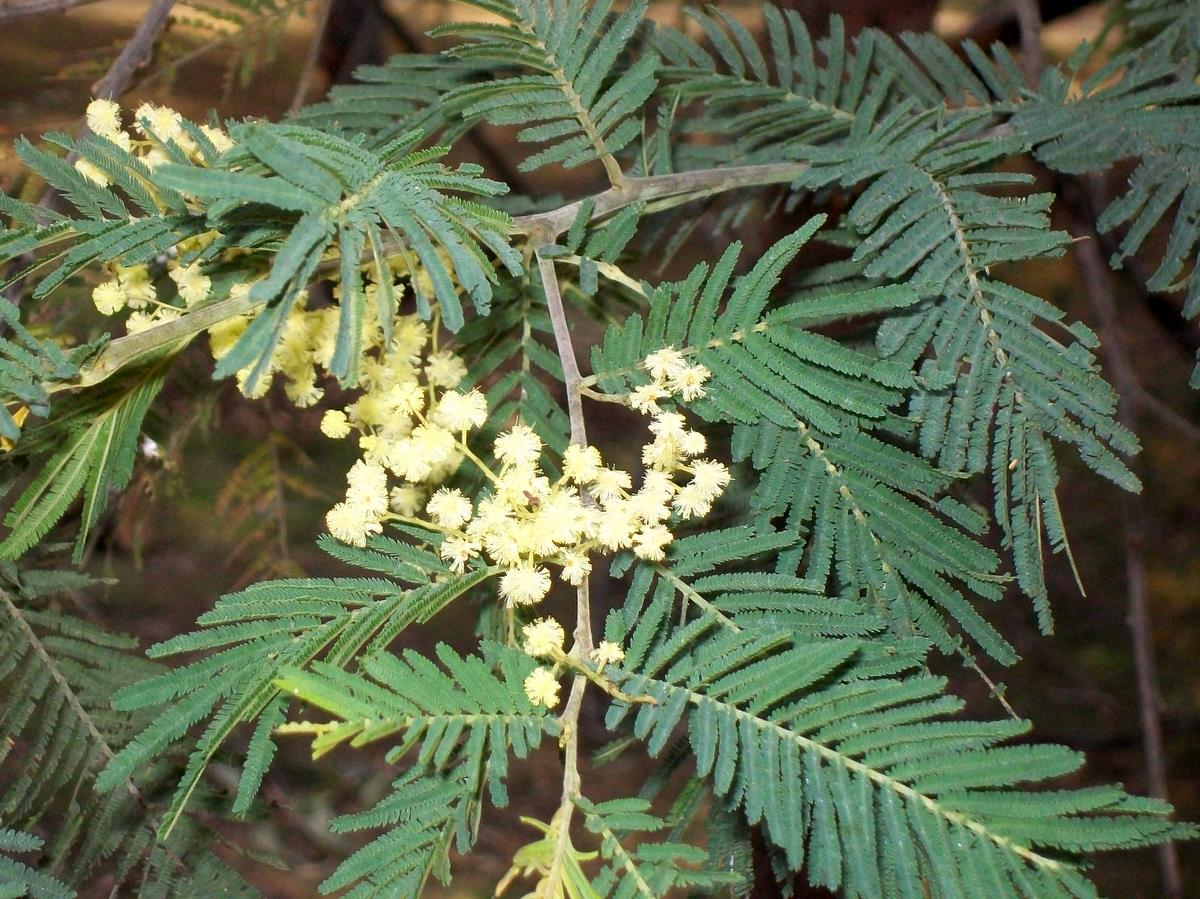
Doppeltgefiederte Laubblätter und Blütenstände von Acacia trachyphloia

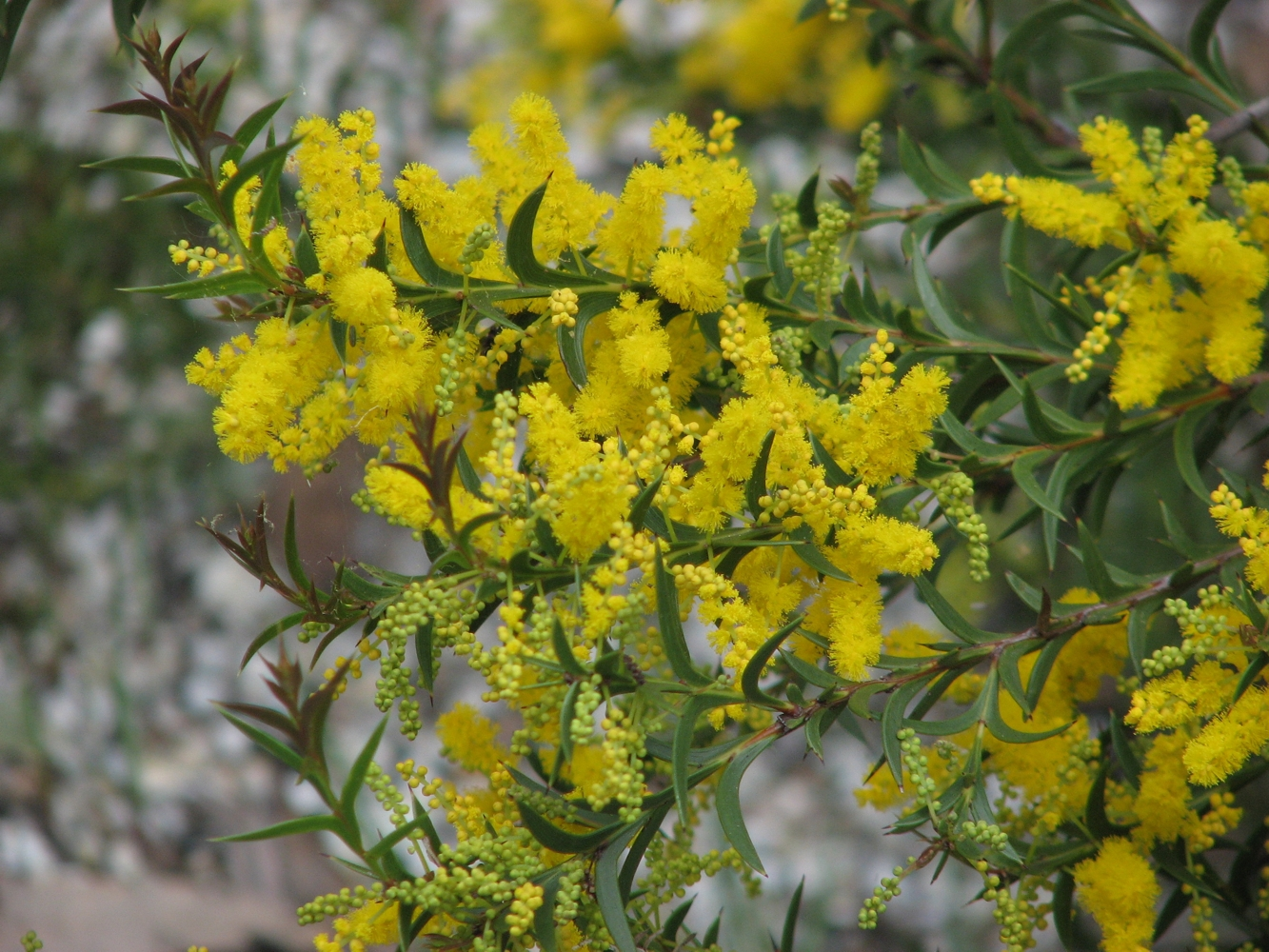
Phyllodien und Blütenstände von Acacia triptera

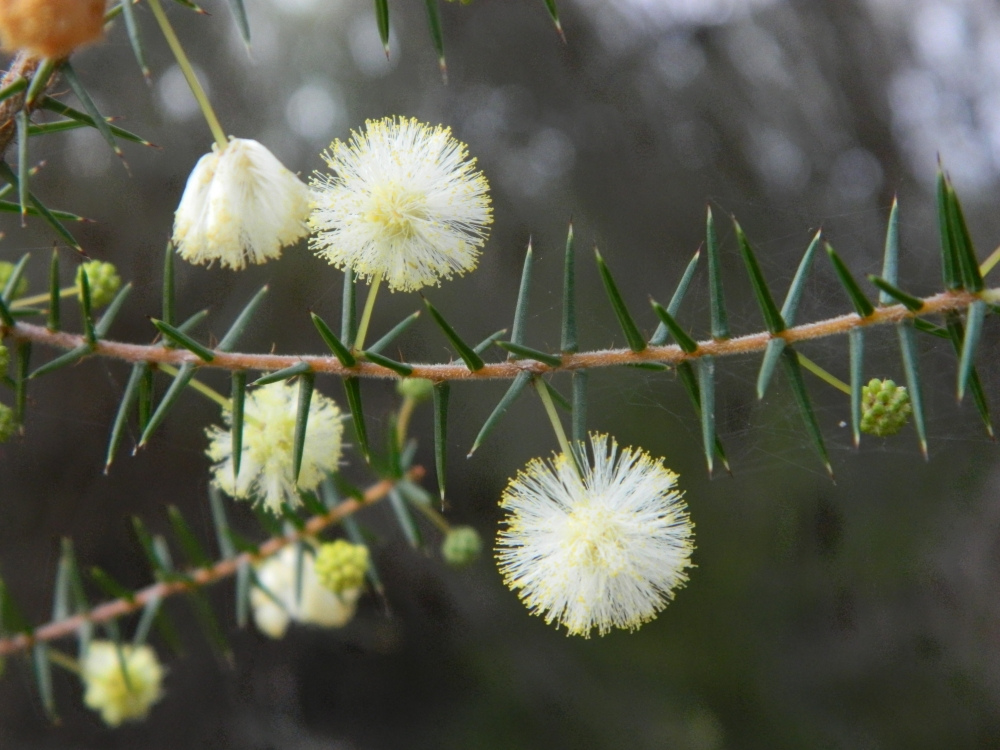
Zweig mit köpfchenförmigen Blütenständen von Acacia ulicifolia

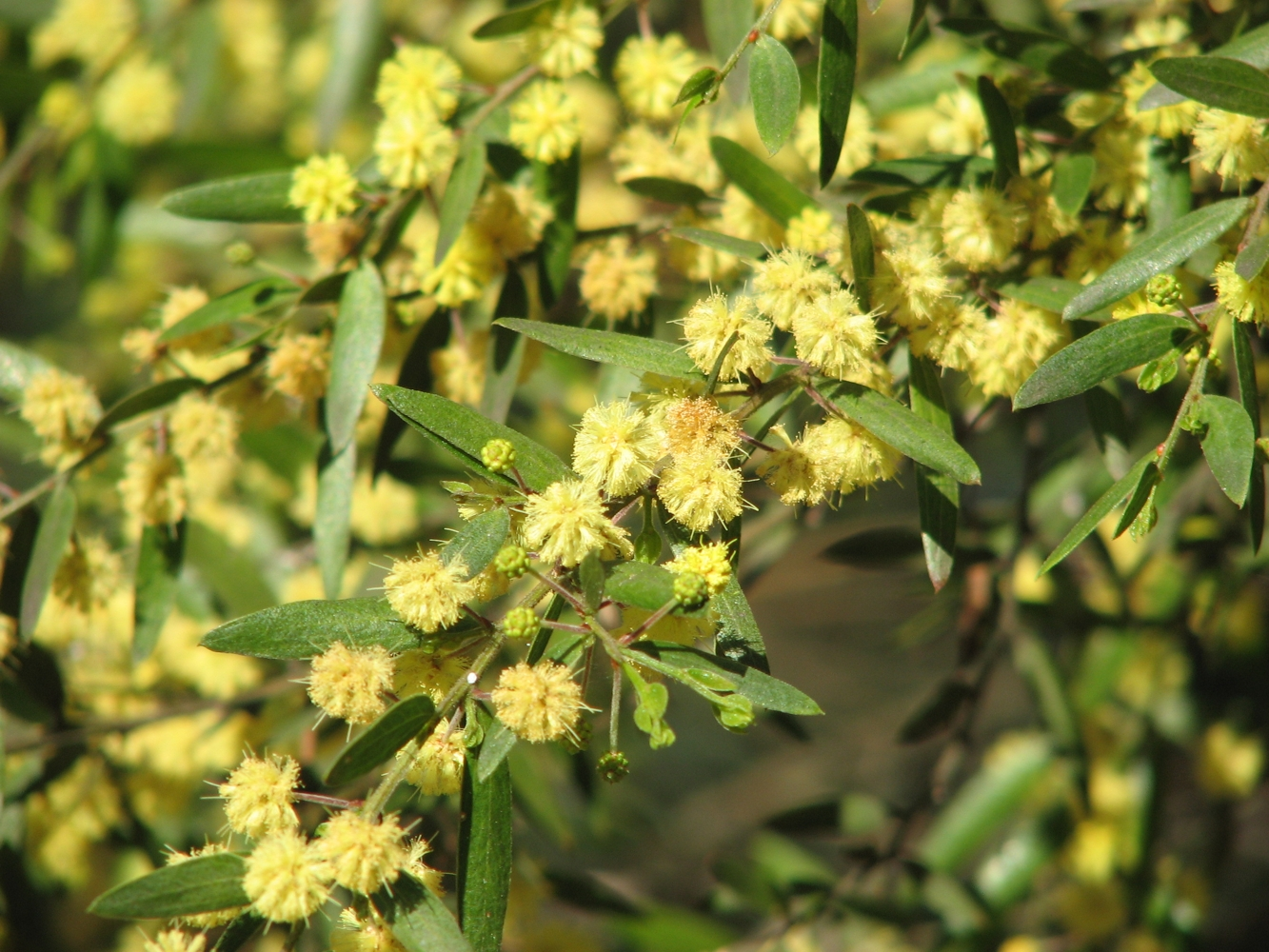
Phyllodien und köpfchenförmige Blütenstände von Acacia verniciflua

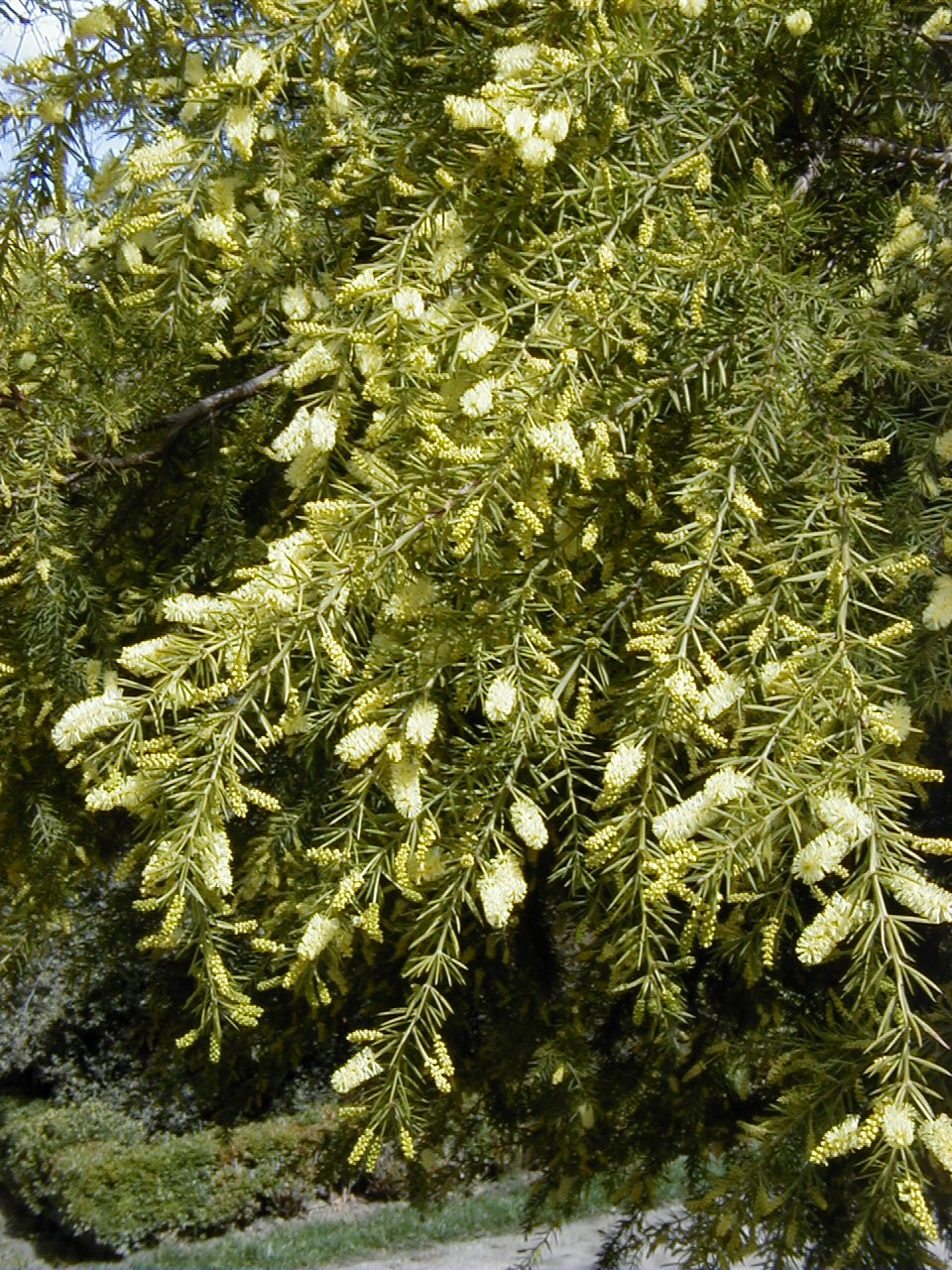
Phyllodien und Blütenstände von Acacia verticillata

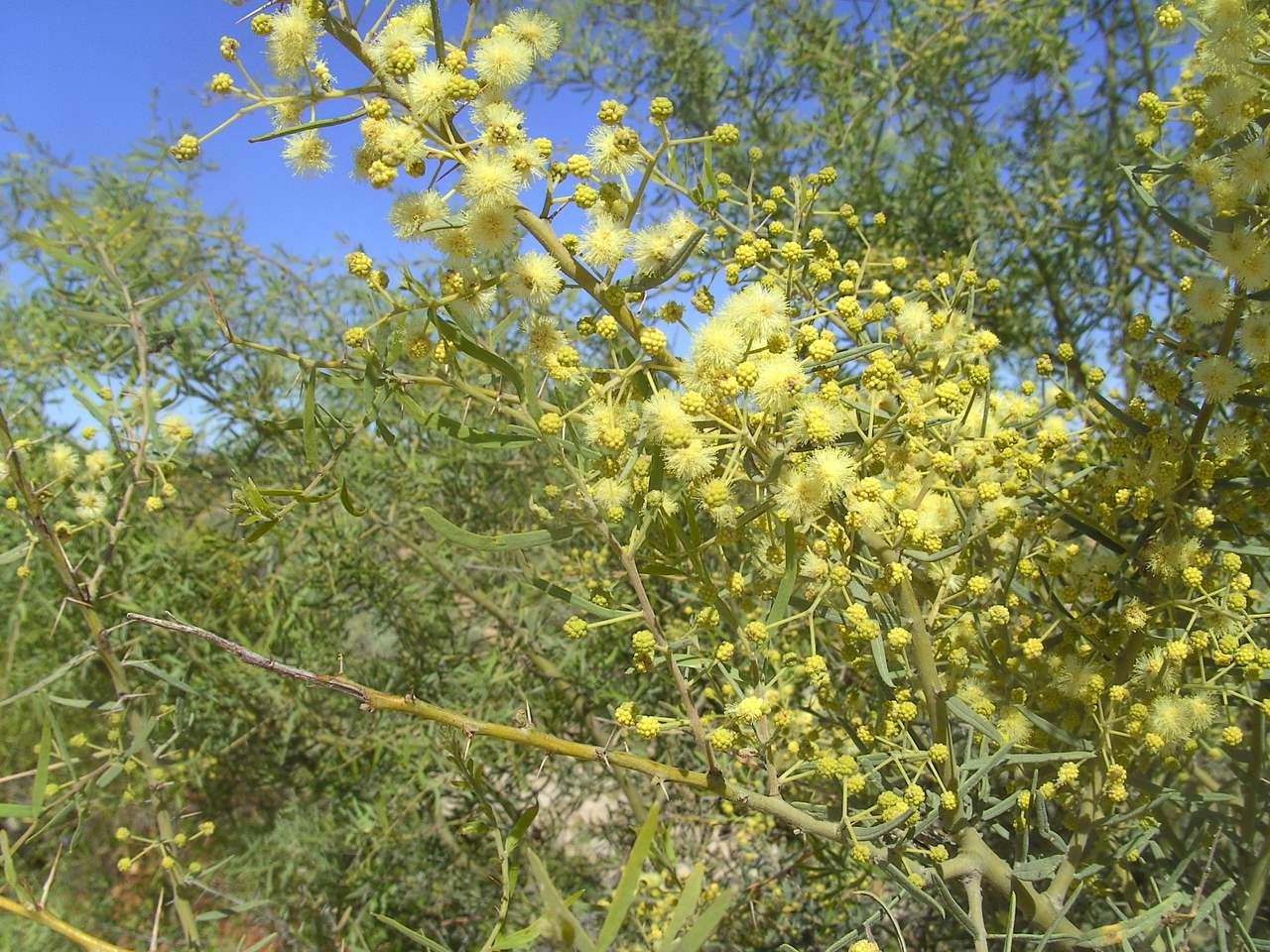
Knospige und aufgeblühte köpfchenförmige Blütenstände von Acacia victoriae

### Arten inAcacias.str.
Es gibt in der Gattung Acacia s. str. etwa 950 Arten:
- Acacia abbreviata Maslin
- Acacia abrupta Maiden & Blakeley
- Acacia acanthaster Maslin
- Acacia acanthoclada F.Muell.
- Acacia acellerata Maiden & Blakeley
- Acacia acinacea Lindl.
- Acacia aciphylla Benth.
- Acacia acoma Maslin
- Acacia acradenia F.Muell.
- Acacia acrionastes Pedley
- Acacia acuaria W.Fitzg.
- Acacia aculeatissima J.F.Macbr.
- Acacia aculeiformis Maslin
- Acacia acuminata Benth.
- Acacia acutata W.Fitzg.
- Acacia adenogonia (Pedley) R.S.Cowan & Maslin
- Acacia adhaerens Benth.
- Acacia adinophylla Maslin
- Acacia adnata F.Muell.
- Acacia adoxa Pedley
- Acacia adsurgens Maiden & Blakeley
- Acacia adunca G.Don
- Acacia aemula Maslin
- Acacia aestivalis E.Pritz.
- Acacia alata R.Br.
- Acacia albizioides Pedley
- Acacia alcockii Maslin & Whibley
- Acacia alexandri Maslin
- Acacia alleniana Maiden
- Acacia alpina F.Muell.
- Acacia amanda G.J.Leach
- Acacia amazonica Benth.
- Acacia amblygona Benth.
- Acacia amblyophylla F.Muell.
- Acacia amentacea DC.
- Acacia amentifera F.Muell.
- Acacia ammobia Maconochie
- Acacia ammophila Pedley
- Acacia amoena Wendl.
- Acacia ampeloclada Rusby
- Acacia ampliata R.S.Cowan & Maslin
- Acacia ampliceps Maslin
- Acacia amputata Maslin
- Acacia amyctica R.S.Cowan & Maslin
- Acacia anarthos Maslin
- Acacia anasilla A.S.George
- Acacia anastema Maslin
- Acacia anaticeps Tindale
- Acacia anceps DC.
- Acacia ancistrocarpa Maiden & Blakeley
- Acacia ancistrophylla C.R.P.Andrews
- Acacia andrewsii W.Fitzg.
- Mulga (Acacia aneura Benth.)
- Acacia anfractuosa Maslin
- Acacia angusta Maiden
- Acacia anomala Court
- Acacia anthochaera Maslin
- Acacia aphanoclada Maslin
- Acacia aphylla Maslin
- Acacia applanata Maslin
- Acacia aprepta Pedley
- Acacia aprica A.R.Chapm. & Maslin
- Acacia arafurica Tindale & Kodela
- Acacia araneosa Whibley
- Acacia arbiana Pedley
- Acacia arcuatilis R.S.Cowan & Maslin
- Acacia argutifolia Maslin
- Acacia argyraea Tindale
- Acacia argyrodendron Domin
- Acacia argyrophylla Hook.
- Acacia argyrotricha Pedley
- Acacia arida Benth.
- Acacia aristulata Maslin
- Acacia armillata (Pedley) Pedley
- Acacia armitii Maiden
- Acacia arrecta Maslin
- Acacia articulata Ducke
- Acacia ascendens Maslin
- Acacia asepala Maslin
- Acacia ashbyae Maslin
- Acacia asparagoides A.Cunn.
- Acacia aspera Lindl.
- Acacia asperulacea F.Muell.
- Acacia assimilis S.Moore
- Acacia ataxiphylla Benth.
- Acacia atkinsiana Maslin
- Acacia atopa Pedley
- Acacia attenuata Maiden & Blakeley
- Acacia aulacocarpa Benth.
- Acacia aulacophylla R.S.Cowan & Maslin
- Acacia auratiflora R.S.Cowan & Maslin
- Acacia aureocrinita B.J.Conn & Tame
- Acacia auricoma Maslin
- Acacia auriculiformis Benth.
- Acacia auripila R.S.Cowan & Maslin
- Acacia auronitens Lindl.
- Acacia ausfeldii Regel
- Acacia awestoniana R.S.Cowan & Maslin
- Acacia axillaris Benth.
- Acacia baeuerlenii Maiden & R.T.Baker
- Acacia baileyana F.Muell.
- Acacia bakeri Maiden
- Acacia balsamea R.S.Cowan & Maslin
- Acacia bancroftiorum Maiden
- Acacia barakulensis Pedley
- Acacia barattensis J.M.Black
- Acacia barbinervis Benth.
- Acacia barringtonensis Tindale
- Acacia basedowii Maiden
- Acacia baueri Benth.
- Acacia baxteri Benth.
- Acacia beauverdiana Ewart & Sharman
- Acacia beckleri Tindale
- Acacia benthamii Meissner
- Acacia berlandieri Benth.
- Acacia betchei Maiden & Blakeley
- Acacia bidentata Benth.
- Acacia bifaria Maslin
- Acacia biflora R.Br.
- Acacia binata Maslin
- Acacia binervata DC.
- Acacia binervia (Wendl.) J.F.Macbr.
- Acacia bispinosa Hereman
- Acacia bivenosa DC.
- Acacia blakei Pedley
- Acacia blakelyi Maiden
- Acacia blaxellii Maslin
- Acacia blayana Tindale & Court
- Acacia blomei Ohlend.
- Acacia boormanii Maiden
- Acacia botrydion Maslin
- Acacia brachybotrya Benth.
- Acacia brachycarpa Pedley
- Acacia brachyclada W.Fitzg.
- Acacia brachyphylla Benth.
- Acacia brachypoda Maslin
- Acacia brachystachya Benth.
- Acacia bracteolata Maslin
- Acacia brassii Pedley
- Acacia breviracemosa Britton & Rose
- Acacia brockii Tindale & Kodela
- Acacia browniana Wendl.
- Acacia brownii (Poir.) Steud.
- Acacia brumalis Maslin
- Acacia brunioides G.Don
- Acacia bulgaensis Tindale & S.J.Davies
- Acacia burbidgeae Pedley
- Acacia burrowii Maiden
- Acacia buxifolia A.Cunn.
- Acacia bynoeana Benth.
- Acacia caerulescens Maslin & Court
- Acacia caesariata R.S.Cowan & Maslin
- Acacia caesiella Maiden & Blakeley
- Acacia calamifolia Lindl.
- Acacia calantha Pedley
- Acacia calcarata Maiden & Blakeley
- Acacia calcicola Forde & Ising
- Acacia caleyi Benth.
- Acacia callicoma Meissner
- Acacia calyculata Benth.
- Acacia cambagei R.T.Baker
- Acacia campoptila Schweinf.
- Acacia camptoclada C.R.P.Andrews
- Acacia campylophylla Benth.
- Acacia cana Maiden
- Acacia canescens (Britton & Killip) Garcia-Barr. & Forero
- Acacia cangaiensis Tindale & Kodela
- Acacia capillaris A.S.George
- Acacia cardiophylla Benth.
- Acacia carens Maslin
- Acacia carneorum Maiden
- Acacia carnosula Maslin
- Acacia caroleae Pedley
- Acacia cassicula R.S.Cowan & Maslin
- Acacia castanostegia Maslin
- Acacia cataractae Tindale & Kodela
- Acacia catenulata C.T.White
- Acacia catharinensis O.M.Barth & Yonesh.
- Acacia cavealis R.S.Cowan & Maslin
- Acacia cedroides Benth.
- Acacia celastrifolia Benth.
- Acacia cerastes Maslin
- Acacia chalkeri Maiden
- Acacia chamaeleon Maslin
- Acacia chapmanii R.S.Cowan & Maslin
- Acacia chartacea Maslin
- Acacia cheelii Blakeley
- Acacia chinchillensis Tindale
- Acacia chippendalei Pedley
- Acacia chisholmii Bailey
- Acacia chrysantha DC.
- Acacia chrysella Maiden & Blakeley
- Acacia chrysocephala Maslin
- Acacia chrysochaeta Maslin
- Acacia chrysopoda Maiden & Blakeley
- Acacia chrysotricha Tindale
- Acacia chundra (Rottler) Willd.
- Acacia cincinnata F.Muell.
- Acacia citrinoviridis Tindale & Maslin
- Acacia clandullensis B.J.Conn & Tame
- Acacia clelandii Pedley
- Acacia clunies-rossiae Maiden
- Acacia clydonophora Maslin
- Acacia cochlearis (Labill.) Wendl.
- Acacia cochliacantha Willd.
- Acacia cochlocarpa Meissner
- Acacia cognata Domin
- Acacia colei Maslin & L. A.J.Thomson
- Acacia colletioides Benth.
- Acacia comans W.Fitzg.
- Acacia complanata Benth.
- Acacia concinna (Willd.) DC.: Sie liefert Shikakai.
- Acacia concolorans Maslin
- Acacia concurrens Pedley
- Acacia conferta Benth.
- Acacia confluens Maiden & Blakeley
- Acacia confusa Merr.
- Acacia congesta Benth.
- Acacia conjunctifolia F.Muell.
- Acacia conniana Maslin
- Acacia consanguinea R.S.Cowan & Maslin
- Acacia consobrina R.S.Cowan & Maslin
- Acacia conspersa F.Muell.
- Acacia constablei Tindale
- Acacia continua Benth.
- Acacia convallium Pedley
- Acacia coolgardiensis Maiden
- Acacia coriacea DC.
- Acacia costata Benth.
- Acacia costiniana Tindale
- Acacia courtii Tindale & Hersc.
- Acacia covenyi Tindale
- Acacia cowaniana Maslin
- Acacia cowellii (Britton & Rose) Leon
- Acacia cowleana Tate
- Acacia cracentis R.S.Cowan & Maslin
- Acacia crassa Pedley
- Acacia crassicarpa Benth.
- Acacia crassistipula Benth.
- Acacia crassiuscula Wendl.
- Acacia crassuloides Maslin
- Acacia creatacea Maslin & Whibley
- Acacia cremiflora B.J.Conn & Tame
- Acacia crenulata R.S.Cowan & Maslin
- Acacia cretata Pedley
- Acacia crispula Benth.
- Acacia crombiei C.T.White
- Acacia cuernavacana (Britton & Rose) Sandwith
- Acacia cultriformis G.Don
- Acacia cummingiana Maslin
- Acacia cundinamarcae (Britton & Killip) Garcia-Barr. & Forero
- Acacia cuneifolia Maslin
- Acacia cupeyensis Leon
- Acacia cupularis Domin
- Acacia curbeloi Leon
- Acacia curranii Maiden
- Acacia curvata Maslin
- Acacia curvinervia Maiden
- Acacia cuspidifolia Maslin
- Acacia cuthbertsonii Luehm.
- Acacia cyclops G.Don
- Acacia cylindrica R.S.Cowan & Maslin
- Acacia cyperophylla Benth.
- Acacia dacrydioides Tindale
- Acacia dallachiana F.Muell.
- Acacia dampieri Jacq.
- Acacia dangarensis Tindale & Kodela
- Acacia daviesioides C.A.Gardner
- Acacia daweana Maslin
- Acacia dawsonii R.T.Baker
- Silber-Akazie (Acacia dealbata Link)
- Acacia deanei (R.T.Baker) M.B.Welch et al.
- Acacia debilis Tindale
- Acacia declinata R.S.Cowan & Maslin
- Acacia decora Rchb.f.
- Australische Silber-Akazie (Acacia decurrens Willd.)
- Acacia decussata Ten.
- Acacia deficiens Maslin
- Acacia deflexa Maiden & Blakeley
- Acacia delibrata Benth.
- Acacia delicatula Tindale & Kodela
- Acacia delphina Maslin
- Acacia deltoidea G.Don
- Acacia demissa R.S.Cowan & Maslin
- Acacia dempsteri F.Muell.
- Acacia densiflora Morrison
- Acacia denticulosa F.Muell.
- Acacia dentifera Benth.
- Acacia dependens Dehnh.
- Acacia depressa Maslin
- Acacia dermatophylla Benth.
- Acacia desertorum Maiden & Blakeley
- Acacia desmondii Maslin
- Acacia deuteroneura Pedley
- Acacia diaphana R.S.Cowan & Maslin
- Acacia diaphyllodinea Maslin
- Acacia dictyoneura E.Pritz.
- Acacia dictyophleba F.Muell.
- Acacia didyma A.R.Chapm. & Maslin
- Acacia dielsii E.Pritz.
- Acacia dietrichiana F.Muell.
- Acacia difficilis Maiden
- Acacia difformis R.T.Baker
- Acacia dilatata Benth.
- Acacia dimidiata Benth.
- Acacia diminuta Maslin
- Acacia dissona R.S.Cowan & Maslin
- Acacia distans Maslin
- Acacia disticha Maslin
- Acacia divaricata Jacq.
- Acacia divergens Benth.
- Acacia dodonaeifolia (Pers.) Balb.
- Acacia dolichophylla Maslin
- Acacia donaldsonii R.S.Cowan & Maslin
- Acacia doratoxylon A.Cunn.
- Acacia dorothea Maiden
- Acacia dorsenna Maslin
- Acacia drepanocarpa F.Muell.
- Acacia drepanophylla Maslin
- Acacia drewiana W.Fitzg.
- Acacia drummondii Lindl.
- Acacia dunnii (Maiden) Turrill
- Acacia dura Benth.
- Acacia durabilis Maslin
- Acacia duriuscula W.Fitzg.
- Acacia echinula DC.
- Acacia echinuliflora G.J.Leach
- Acacia effusa Maslin
- Acacia elachantha M.W.Mcdonald & Maslin
- Acacia elata Benth.
- Acacia elongata DC.
- Acacia empelioclada Maslin
- Acacia enervia Maiden & Blakeley
- Acacia ensifolia Pedley
- Acacia enterocarpa R.V.Sm.
- Acacia epacantha (Maslin) Maslin
- Acacia epedunculata R.S.Cowan & Maslin
- Acacia ephedroides Benth.
- Acacia eremaea C.R.P.Andrews
- Acacia eremophila W.Fitzg.
- Acacia eremophiloides Pedley & P.I.Frost.
- Acacia ericifolia Benth.
- Acacia ericksoniae Maslin
- Acacia erinacea Benth.
- Acacia erioclada Benth.
- Acacia eriopoda Maiden & Blakeley
- Acacia errabunda Maslin
- Acacia erythrophloea Brenan
- Acacia erythropus Ten.
- Acacia estrophiolata F.Muell.
- Acacia euthyphylla Maslin
- Acacia evenulosa Maslin
- Acacia everistii Pedley
- Acacia excelsa Benth.
- Acacia excentrica Maiden & Blakeley
- Acacia exilis Maslin
- Acacia exocarpoides W.Fitzg.
- Acacia exsudans Mouill.
- Acacia extensa Lindl.
- Acacia fagonioides (Benth.) J.F.Macbr.
- Acacia falcata Willd.
- Acacia falcifolia Hoffmanns.
- Acacia falciformis DC.
- Acacia farinosa Lindl.
- Acacia fasciculifera Benth.
- Acacia fauntleroyi (Maiden) Maiden & Blakeley
- Acacia ferocior Maiden
- Acacia ficoides Jacq.
- Acacia filamentosa Maslin
- Acacia filicifolia Cheel & M.B.Welch
- Acacia filifolia Benth.
- Acacia filipes Pedley
- Acacia fimbriata G.Don
- Acacia flabellifolia W.Fitzg.
- Acacia flagelliformis Court
- Acacia flavescens Benth.
- Acacia flavipila A.S.George
- Acacia fleckeri Pedley
- Acacia flexifolia Benth.
- Acacia flocktoniae Maiden
- Acacia floribunda (Vent.) Willd.
- Acacia floydii Tindale
- Acacia foliosa Seem.
- Acacia formidabilis R.S.Cowan & Maslin
- Acacia forrestiana E.Pritz.
- Acacia forsythii Maiden & Blakeley
- Acacia fragilis Maiden & Blakeley
- Acacia frigescens J.H.Willis
- Acacia froggattii Maiden
- Acacia fulva Tindale
- Acacia furcatispina Burkart
- Acacia galeata Maslin
- Acacia galioides Benth.
- Acacia gardneri Maiden & Blakeley
- Acacia gaumeri S.F.Blake
- Acacia gelasina Maslin
- Acacia gemina R.S.Cowan & Maslin
- Acacia genistifolia Link
- Acacia georgensis Tindale
- Acacia georginae Bailey
- Acacia gibbosa R.S.Cowan & Maslin
- Acacia gilbertii Meissner
- Acacia gilesiana F.Muell.
- Acacia gillii Maiden & Blakeley
- Acacia gittinsii Pedley
- Acacia glabripes Maiden & Blakeley
- Acacia gladiiformis Benth.
- Acacia glandulicarpa Reader
- Acacia glandulosa Guill.
- Acacia glaucissima Maslin
- Acacia glaucocaesia Domin
- Acacia glaucocarpa Maiden & Blakeley
- Acacia glaucoptera Benth.
- Acacia gloeotricha A.R.Chapm. & Maslin
- Acacia glomerosa Benth.
- Acacia glutinosissima Maiden & Blakeley
- Acacia gnidium Benth.
- Acacia gonocarpa F.Muell.
- Acacia gonoclada F.Muell.
- Acacia gonophylla Benth.
- Acacia gordonii (Tindale) Pedley
- Acacia gracilenta Tindale & Kodela
- Acacia gracilifolia Maiden & Blakeley
- Acacia gracillima Tindale
- Acacia grandifolia Pedley
- Acacia grandistipula Benth.
- Acacia granitica Maiden
- Acacia graniticola Maslin
- Acacia grasbyi Maiden
- Acacia grayana J.H.Willis
- Acacia greggii A.Gray
- Acacia gregorii F.Muell.
- Acacia grisea S.Moore
- Acacia guinetii Maslin
- Acacia gunnii Benth.
- Acacia guttata Hoffmanns.
- Acacia guymeri Tindale
- Acacia hadrophylla R.S.Cowan & Maslin
- Acacia hakeoides Benth.
- Acacia halliana Maslin
- Acacia hamersleyensis Maslin
- Acacia hamiltoniana Maiden
- Acacia hammondii Maiden
- Acacia handonis Pedley
- Acacia harpophylla Benth.
- Acacia harveyi Benth.
- Acacia hastulata Sm.
- Acacia havilandiorum Maiden
- Acacia hayesii Benth.
- Acacia helicophylla Pedley
- Acacia helmsiana Maiden
- Acacia hemignosta F.Muell.
- Acacia hemiteles Benth.
- Acacia hemsleyi Maiden
- Acacia hendersonii Pedley
- Acacia heterochroa Maslin
- Acacia heteroclita Meissner
- Acacia heteromalla Jacq.
- Acacia heteroneura Benth.
- Acacia heterophylla (Lam.) Willd.: Es ist ein Endemit der Insel Réunion. Diese Art kommt als Neophyt in Indien und auf Madagaskar nur in den Provinzen Antananarivo sowie Fianarantsoa vor.
- Acacia hexaneura P.J.Lang & R.S.Cowan
- Acacia hilliana Maiden
- Acacia hippuroides Benth.
- Acacia hirta Bojer
- Acacia hirtipes Saff.
- Acacia hispidula (Sm.) Willd.
- Acacia hockingsii Pedley
- Acacia holosericea G.Don
- Acacia holotricha Pedley
- Acacia homaloclada F.Muell.
- Acacia horridula Meissner
- Acacia howittii F.Muell.
- Acacia huarango J.F.Macbr.
- Acacia hubbardiana Pedley
- Acacia huberi Ducke
- Acacia huegelii Benth.
- Acacia huilana (Britton & Killip) Garcia-Barr. & Forero
- Acacia humifusa Benth.
- Acacia hyaloneura Pedley
- Acacia hylonoma Pedley
- Acacia hypermeces A.S.George
- Acacia hystrix Maslin
- Acacia idiomorpha Benth.
- Acacia imbricata F.Muell.
- Acacia imitans Maslin
- Acacia imparilis Maslin
- Acacia implexa Benth.
- Acacia improcera Maslin
- Acacia inaequilatera Domin
- Acacia inaequiloba W.Fitzg.
- Acacia inamabilis E.Pritz.
- Acacia incanicarpa A.R.Chapm. & Maslin
- Acacia inceana Domin
- Acacia incongesta R.S.Cowan & Maslin
- Acacia incrassata Hook.
- Acacia incurva Benth.
- Acacia ingramii Tindale
- Acacia ingrata Benth.
- Acacia inophyloia Maiden & Blakeley
- Acacia inops Maiden & Blakeley
- Acacia insolita E.Pritz.
- Acacia interior (Britton & Rose) McVaugh
- Acacia intorta Maslin
- Acacia intricata S.Moore
- Acacia irrorata Spreng.
- Acacia islana Pedley
- Acacia isoneura A.R.Chapm. & Maslin
- Acacia iteaphylla Benth.
- Acacia ixiophylla Benth.
- Acacia ixodes Pedley
- Acacia jackesiana Pedley
- Acacia jacksonioides Maslin
- Acacia jamesiana Maslin
- Acacia jasperensis Maconochie
- Acacia jennerae Maiden
- Acacia jensenii Maiden
- Acacia jibberdingensis Maiden & Blakeley
- Acacia johannis Pedley
- Acacia johnsonii Pedley
- Acacia jonesii F.Muell. & Maiden
- Acacia jucunda Maiden & Blakeley
- Acacia julifera Benth.
- Acacia juncifolia Benth.
- Acacia kalgoorliensis R.S.Cowan & Maslin
- Acacia kallunkiae J.W.Grimes & Barneby
- Acacia kelleri F.Muell.
- Acacia kempeana F.Muell.
- Acacia kenneallyi R.S.Cowan & Maslin
- Acacia kerryana Maslin
- Acacia kettlewelliae Maiden
- Acacia kimberleyensis W.Fitzg.
- Acacia kingiana Maiden & Blakeley
- Acacia klugii J.F.Macbr.
- Koa-Akazie (Acacia koa A.Gray)
- Acacia koaia Hillebr.
- Acacia kochii Ewart & Jean White
- Acacia kuhlmannii Ducke
- Acacia kybeanensis Maiden & Blakeley
- Acacia kydrensis Tindale
- Acacia laccata Pedley
- Acacia lacerans Benth.
- Acacia lacertensis Pedley
- Acacia lachnophylla F.Muell.
- Acacia lanceolata Maslin
- Acacia lanei R.S.Cowan & Maslin
- Acacia langsdorfii Benth.
- Acacia lanigera A.Cunn.
- Acacia lanuginophylla R.S.Cowan & Maslin
- Acacia lanuginosa Regel
- Acacia laricina Meissner
- Acacia lasiocalyx C.R.P.Andrews
- Acacia lasiocarpa Benth.
- Acacia latericola Maslin
- Acacia latescens Benth.
- Acacia latifolia Benth.
- Acacia latipes Benth.
- Acacia latisepala Pedley
- Acacia latzii Maslin
- Acacia lazaridis Pedley
- Acacia legnota Pedley
- Acacia leichhardtii Benth.
- Acacia leiocalyx (Domin) Pedley
- Acacia leioderma Maslin
- Acacia leiophylla Benth.
- Acacia lentiginea Maiden & Blakeley
- Acacia leprosa DC.
- Acacia leptalea Maslin
- Acacia leptocarpa Benth.
- Acacia leptoclada Benth.
- Acacia leptoloba Pedley
- Acacia leptoneura Benth.
- Acacia leptopetala Benth.
- Acacia leptophleba Benth.
- Acacia leptospermoides Benth.
- Acacia leptostachya Benth.
- Acacia leucoclada Tindale
- Acacia leucolobia Sweet
- Acacia leucophaea Willd.
- Acacia leucothrix Standl.
- Acacia levata R.S.Cowan & Maslin
- Acacia ligulata Benth.
- Acacia ligustrina Meissner
- Acacia limbata F.Muell.
- Acacia linarioides Benth.
- Acacia linearifolia Maiden & Blakeley
- Acacia lineata G.Don
- Acacia lineolata Benth.
- Acacia linifolia (Vent.) Willd.
- Acacia lirellata A.R.Chapm. & Maslin
- Acacia littorea Maslin
- Acacia lobulata R.S.Cowan & Maslin
- Acacia loderi Maiden
- Langblättrige Akazie (Acacia longifolia (Andrews) Willd.)
- Acacia longipedunculata Pedley
- Acacia longiphyllodinea Maiden
- Acacia longispicata Benth.
- Acacia longispinea Morrison
- Acacia longissima Wendl.
- Acacia loretensis J.F.Macbr.
- Acacia loroloba Tindale
- Acacia loxophylla Benth.
- Acacia lucasii Blakeley
- Acacia lucens Bojer
- Acacia lullfitziorum Maslin
- Acacia lunata G.Lodd.
- Acacia luteola Maslin
- Acacia lycopodiifolia Hook.
- Acacia lysiphloia F.Muell.
- Acacia mabellae Maiden
- Acacia macalusoi Mattei
- Acacia macdonnellensis Maconochie
- Acacia macilenta Rose
- Acacia mackeyana Ewart & Jean White
- Acacia macmurphyi Wiggins
- Acacia macnuttiana Maiden & Blakeley
- Acacia maconochieana Pedley
- Acacia macradenia Benth.
- Acacia magnibracteosa Burkart
- Acacia magnifica Pottier
- Acacia maidenii F.Muell.
- Acacia maitlandii F.Muell.
- Acacia malloclada Maiden & Blakeley
- Acacia mangium Willd.
- Acacia manipularis R.S.Cowan & Maslin
- Acacia maranoensis Pedley
- Acacia marramamba Maslin
- Acacia martii Benth.
- Acacia maschalocephala Griseb.
- Acacia masliniana R.S.Cowan
- Acacia mathuataensis A.C.Sm.
- Acacia matthewii Tindale & S.J.Davies
- Acacia maxwellii Maiden & Blakeley
- Acacia mazatlana M.E.Jones
- Acacia mbuluensis Brenan
- Schwarzholz-Akazie (Acacia mearnsii De Wild.)
- Acacia megacephala Maslin
- Acacia megalantha F.Muell.
- Acacia meiantha Tindale & Hersc.
- Acacia meiosperma (Pedley) Pedley
- Acacia meisneri Meissner
- Acacia melanoxylon R.Br.
- Acacia melleodora Pedley
- Acacia melvillei Pedley
- Acacia menzelii J.M.Black
- Acacia merinthophora E.Pritz.
- Acacia merrallii F.Muell.
- Acacia merrickiae Maiden & Blakeley
- Acacia michelii Rusby
- Acacia microbotrya Benth.
- Acacia microcalyx Maslin
- Acacia microcarpa F.Muell.
- Acacia microcephala Pedley
- Acacia microneura Meissner
- Acacia microsperma Pedley
- Acacia miersii Benth.
- Acacia mikanii Benth.
- Acacia mimica R.S.Cowan & Maslin
- Acacia mimula Pedley
- Acacia minutifolia F.Muell.
- Acacia minyura Randell
- Acacia mirandae L.Rico
- Acacia mitchellii Benth.
- Acacia mitodes A.S.George
- Acacia moirii E.Pritz.
- Acacia mollifolia Maiden & Blakeley
- Acacia montana Benth.
- Acacia monticola J.M.Black
- Acacia mooreana W.Fitzg.
- Acacia mountfordiae Specht
- Acacia mucronata Wendl.
- Acacia muelleriana Maiden & R.T.Baker
- Acacia multisiliqua (Benth.) Maconochie
- Acacia multispicata Benth.
- Acacia multistipulosa Tindale & Bedward
- Acacia muricata (L.) Willd.
- Acacia murrayana Benth.
- Acacia mutabilis Maslin
- Acacia myrtifolia (Sm.) Willd.
- Acacia nanodealbata J.H.Willis
- Acacia nematophylla Benth.
- Acacia neovernicosa Isely
- Acacia neriifolia Benth.
- Acacia nervosa DC.
- Acacia nesophila Pedley
- Acacia neumanniana Bosse
- Acacia neurocarpa Hook.
- Acacia neurophylla W.Fitzg.
- Acacia newbeyi Maslin
- Acacia nigricans (Labill.) R.Br.
- Acacia nigripilosa Maiden
- Acacia nitidifolia Speg.
- Acacia nitidula Benth.
- Acacia nivea R.S.Cowan & Maslin
- Acacia nodiflora Benth.
- Acacia notabilis F.Muell.
- Acacia nuperrima Baker f.
- Acacia nyssophylla F.Muell.
- Acacia obesa R.S.Cowan & Maslin
- Acacia obliquinervea Tindale
- Acacia obliquinervia Tindale
- Acacia obovata Benth.
- Acacia obtecta Maiden & Blakeley
- Acacia obtusata DC.
- Acacia obtusifolia A.Cunn.
- Acacia occidentalis Rose
- Acacia octonervia R.S.Cowan & Maslin
- Acacia officinalis Dehnh.
- Acacia oldfieldii F.Muell.
- Acacia olgana Maconochie
- Acacia oligoneura F.Muell.
- Acacia olsenii Tindale
- Acacia omalophylla Benth.
- Acacia ommatosperma (Pedley) Pedley
- Acacia oncinocarpa Benth.
- Acacia oncinophylla Lindl.
- Acacia ophiolithica R.S.Cowan & Maslin
- Acacia oraria F.Muell.
- Acacia orbifolia Maiden & Blakeley
- Acacia orites Pedley
- Acacia ortegae (Britton & Rose) Gentry
- Acacia orthocarpa F.Muell.
- Acacia orthotricha Pedley
- Acacia oshanesii F.Muell. & Maiden
- Acacia oswaldii F.Muell.
- Acacia ouyrarema DC.
- Acacia ovata L.
- Acacia oxycedrus DC.
- Acacia oxyclada Benth.
- Acacia pachyacra Maiden & Blakeley
- Acacia pachycarpa Benth.
- Acacia pachyphylla Maslin
- Acacia pachypoda Maslin
- Acacia pallidifolia Tindale
- Acacia palustris Luehm.
- Acacia papulosa R.S.Cowan & Maslin
- Acacia papyrocarpa Benth.
- Kängurudorn, Herzblättrige Mimose	(Acacia paradoxa DC., Syn.: Acacia armata R.Br., Acacia undulata Spin)
- Acacia paraensis Ducke
- Acacia paraneura Randell
- Acacia parramattensis Tindale
- Acacia parviflora Little
- Acacia parvipinnula Tindale
- Acacia pataczekii D.I.Morris
- Acacia patagiata R.S.Cowan & Maslin
- Acacia patellaris Domin
- Acacia paula Tindale & S.J.Davies
- Acacia pedleyi Tindale & Kodela
- Acacia pellita O.Schwarz
- Acacia pelophila R.S.Cowan & Maslin
- Acacia pendula G.Don
- Acacia penninervis DC.
- Acacia pentadenia Lindl.
- Acacia perangusta (C.T.White) Pedley
- Acacia perryi Pedley
- Acacia petraea Pedley
- Acacia peuce F.Muell.
- Acacia phaeocalyx Maslin
- Acacia pharangites Maslin
- Acacia phasmoides J.H.Willis
- Acacia phlebocarpa F.Muell.
- Acacia phlebopetala Maslin
- Acacia phlebophylla H.B.Will.
- Acacia piauhiensis Benth.
- Acacia picachensis Brandegee
- Acacia pickardii Tindale
- Acacia piligera A.Cunn.
- Acacia pilligaensis Maiden
- Acacia pinguiculosa R.S.Cowan & Maslin
- Acacia pinguifolia J.M.Black
- Acacia platycarpa F.Muell.
- Acacia plautella Maslin
- Acacia plectocarpa Benth.
- Acacia plicata Maslin
- Acacia plumosa Lowe
- Acacia podalyriifolia G.Don
- Acacia polifolia Pedley
- Acacia poliochroa E.Pritz.
- Acacia polyadenia (Pedley) Pedley
- Acacia polybotrya Benth.
- Acacia polypodioides Standl.
- Acacia polystachya Benth.
- Acacia porcata P.I.Frost.
- Acacia potosina Britton & Rose
- Acacia praelongata F.Muell.
- Acacia praemorsa P.J.Lang & Maslin
- Acacia praetermissa Tindale
- Acacia prainii Maiden
- Acacia pravifolia F.Muell.
- Acacia pravissima F.Muell.
- Acacia preissiana (Meissner) Maslin
- Acacia prismatica Hoffmanns.
- Acacia prismifolia E.Pritz.
- Acacia pritzeliana C.A.Gardner
- Acacia producta Tindale
- Acacia profusa Maslin
- Acacia proiantha Pedley
- Acacia prominens G.Don
- Acacia proxima Maiden
- Acacia pruinocarpa Tindale
- Acacia pruinosa Benth.
- Acacia pseudo-arabica Miq.
- Acacia pterocaulon Maslin
- Acacia ptychoclada Maiden & Blakeley
- Acacia ptychophylla F.Muell.
- Acacia pubescens (Vent.) R.Br.
- Acacia pubicosta C.T.White
- Acacia pubifolia Pedley
- Acacia pubirhachis Pedley
- Echte Akazie (Acacia pulchella R.Br.): Dieser Endemit kommt nur im südwestlichen Western Australia vor.
- Acacia pulviniformis Maiden & Blakeley
- Acacia puncticulata Maslin
- Acacia purpurea Bolle
- Acacia purpureopetala Bailey
- Acacia pusilla Maslin
- Acacia pustula Maiden & Blakeley
- Gold-Akazie (Acacia pycnantha Benth.)
- Acacia pycnocephala Maslin
- Acacia pycnostachya Benth.
- Acacia pygmaea Maslin
- Acacia pyrifolia DC.
- Acacia quadrilateralis DC.
- Acacia quadrimarginea F.Muell.
- Acacia quadrisulcata F.Muell.
- Acacia quinquenervia Maslin
- Acacia quornensis J.M.Black
- Acacia racospermoides Pedley
- Acacia ramiflora Domin
- Acacia ramulosa W.Fitzg.
- Acacia reclinata Jacq.
- Acacia recurva Benth.
- Acacia recurvata R.S.Cowan & Maslin
- Vanille-Akazie (Acacia redolens Maslin)
- Acacia rendlei Maiden
- Acacia repanda R.S.Cowan & Maslin
- Acacia repens A.S.George
- Acacia resinicostata Pedley
- Acacia resinimarginea W.Fitzg.
- Acacia resinistipulea W.Fitzg.
- Acacia resinosa R.S.Cowan & Maslin
- Acacia restiacea Benth.
- Acacia retinervis Benth.
- Immerblühende Akazie (Acacia retinodes Schltdl.)
- Acacia retivenea F.Muell.
- Acacia retrorsa Meissner
- Acacia retusa (Jacq.) R.A.Howard
- Acacia rhamphophylla Maslin
- Acacia rhetinocarpa J.M.Black
- Acacia rhigiophylla Benth.
- Acacia rhodophloia Maslin
- Acacia rhodoxylon Maiden
- Acacia riceana Hensl.
- Acacia richardsii Maslin
- Acacia richii A.Gray
- Acacia ridleyana W.Fitzg.
- Acacia rigens G.Don
- Acacia rigescens Tindale & Bedward
- Acacia rigida Maslin
- Acacia rivalis J.M.Black
- Acacia robinae Maslin
- Acacia rossei F.Muell.
- Acacia rostellata Maslin
- Acacia rostellifera Benth.
- Acacia rothii Bailey
- Acacia roycei Maslin
- Acacia rubida A.Cunn.
- Acacia ruddiae D.H.Janzen
- Acacia rugata (Lam.) Fawc. & Rendle
- Acacia rupicola Benth.
- Acacia ruppii Maiden & Betche
- Acacia ryaniana Maslin
- Acacia rynchocarpa Rusby
- Acacia sabulosa Maslin
- Acacia saliciformis Tindale
- Acacia salicina Lindl.
- Weidenblatt-Akazie (Acacia saligna (Labill.) Wendl.)
- Acacia sarcophylla Chiov.
- Acacia saxatilis S.Moore
- Acacia saxicola Pedley
- Acacia scalena Maslin
- Acacia scalpelliformis Meissner
- Acacia schinoides Benth.
- Acacia sciophanes Maslin
- Acacia scirpifolia Meissner
- Acacia scleroclada Maslin
- Acacia sclerophylla Lindl.
- Acacia sclerosperma F.Muell.
- Acacia scleroxyla Tussac
- Acacia scopulorum Pedley
- Acacia sedifolia Maiden & Blakeley
- Acacia seifriziana Leon
- Acacia semiaurea Maiden & Blakeley
- Acacia semicircinalis Maiden & Blakeley
- Acacia semilunata Maiden & Blakeley
- Acacia semirigida Maiden & Blakeley
- Acacia semitrullata Maslin
- Acacia semiverticillata Knowles & Westc.
- Acacia semperflorens Jacq.
- Acacia sericata Benth.
- Acacia sericocarpa W.Fitzg.
- Acacia sericoflora Pedley
- Acacia sertiformis A.Cunn.
- Acacia sessilis Benth.
- Acacia sessilispica Maiden & Blakeley
- Acacia setulifera Benth.
- Acacia shirleyi Maiden
- Acacia shuttleworthii Meissner
- Acacia sibilans Maslin
- Acacia sibina Maslin
- Acacia siculiformis Benth.
- Acacia signata F.Muell.
- Acacia silvestris Tindale
- Acacia simplex (Sparrm.) Pedley
- Acacia simsii Benth.
- Acacia simulans Maslin
- Acacia singula R.S.Cowan & Maslin
- Acacia sinuata (Lour.) Merr.
- Acacia smeringa A.S.George
- Acacia solenota Pedley
- Acacia sorophylla E.Pritz.
- Acacia spania Pedley
- Acacia sparsiflora Maiden
- Acacia spathulifolia Maslin
- Acacia speckii R.S.Cowan & Maslin
- Acacia spectabilis Benth.
- Acacia sphacellata Benth.
- Acacia sphaerostachya E.Pritz.
- Acacia sphenophylla Maslin
- Acacia spilleriana J.E.Br.
- Acacia spinescens Benth.
- Acacia spinosissima Benth.
- Acacia spirorbis Labill.: Sie ist in Australasien in Australien, Neukaledonien sowie Papua-Neuguinea verbreitet.
- Acacia spondylophylla F.Muell.
- Acacia spongolitica R.S.Cowan & Maslin
- Acacia squamata Lindl.
- Acacia startii A.R.Chapm. & Maslin
- Acacia steedmanii Maiden & Blakeley
- Acacia stellaticeps Kodela, Tindale & D.A.Keith
- Acacia stenophylla Benth.
- Acacia stenoptera Benth.
- Acacia stenoptila Hoffmanns.
- Acacia stereophylla Meissner
- Acacia stigmatophylla Benth.
- Acacia stipuligera F.Muell.
- Acacia stipulosa F.Muell.
- Acacia storyi Tindale
- Acacia stowardii Maiden
- Acacia striatifolia Pedley
- Acacia stricta (Andrews) Willd.
- Acacia strongylophylla F.Muell.
- Acacia suaveolens (Sm.) Willd.
- Acacia subcaerulea Lindl.
- Acacia subflexuosa Maiden
- Acacia sublanata Benth.
- Acacia subporosa F.Muell.
- Acacia subracemosa Maslin
- Acacia subrigida Maslin
- Acacia subsessilis A.R.Chapm. & Maslin
- Acacia subternata F.Muell.
- Acacia subtessarogona Tindale & Maslin
- Acacia subtilinervis F.Muell.
- Acacia subtilis Hoffmanns.
- Acacia subulata Bonpl.
- Acacia sulcata R.Br.
- Acacia symonii Whibley
- Acacia synchronicia Maslin
- Acacia tarculensis J.M.Black
- Acacia tayloriana F.Muell.
- Acacia telmica A.R.Chapm. & Maslin
- Acacia tenuinervis Pedley
- Acacia tenuior Maiden
- Acacia tenuispica Maslin
- Acacia tenuissima F.Muell.
- Acacia tephrina Pedley
- Acacia teretifolia Benth.
- Acacia terminalis (Salisb.) J.F.Macbr.
- Acacia tessellata Tindale & Kodela
- Acacia tetanophylla Maslin
- Acacia tetragonocarpa Meissner
- Acacia tetragonophylla F.Muell.
- Acacia tetraneura A.R.Chapm. & Maslin
- Acacia tetraptera Maslin
- Acacia thomsonii Maslin & M.W.McDonald
- Acacia tindaleae Pedley
- Acacia tolmerensis G.J.Leach
- Acacia torticarpa R.S.Cowan & Maslin
- Acacia torulosa Benth.
- Acacia trachycarpa E.Pritz.
- Acacia trachyphloia Tindale
- Acacia translucens Hook.
- Acacia tratmaniana W.Fitzg.
- Acacia trigonocarpa Jacq.
- Acacia trigonophylla Meissner
- Acacia trijuga Rizzini
- Acacia trinalis R.S.Cowan & Maslin
- Acacia trinervata DC.
- Acacia trinervia Jacq.
- Acacia trineura F.Muell.
- Acacia triptera Benth.
- Acacia triptycha Benth.
- Acacia triquetra Benth.
- Acacia tropica (Maiden & Blakeley) Tindale
- Acacia truculenta Maslin
- Acacia trulliformis R.S.Cowan & Maslin
- Acacia truncata Hoffmanns.
- Acacia tuberculata Maslin
- Acacia tumida Benth.
- Acacia tysonii Luehm.
- Acacia ulicifolia (Salisb.) Court
- Acacia ulicina Meissner
- Acacia uliginosa Maslin
- Acacia umbellata Benth.
- Acacia uncifera Benth.
- Acacia uncinata Lindl.
- Acacia uncinella Benth.
- Acacia undoolyana G.J.Leach
- Acacia undosa R.S.Cowan & Maslin
- Acacia undulifolia G.Lodd.
- Acacia unguicula R.S.Cowan & Maslin
- Acacia unifissilis Court
- Acacia urophylla Benth.
- Acacia validinervia Maiden & Blakeley
- Acacia varia Maslin
- Acacia vassalii Maslin
- Acacia velvae L.Rico
- Acacia venulosa Benth.
- Acacia verniciflua A.Cunn.
- Acacia veronica Maslin
- Acacia verricula R.S.Cowan & Maslin
- Acacia verticillata (L’Her.)Willd.
- Acacia vestita Ker Gawl.
- Acacia victoriae Benth.
- Acacia vincentii R.S.Cowan & Maslin
- Acacia viscidula Benth.
- Acacia visciflora Maiden & Blakeley
- Acacia visneoides Colla
- Acacia vittata R.S.Cowan & Maslin
- Acacia volubilis F.Muell.
- Acacia wanyu Tindale
- Acacia wardellii Tindale
- Acacia warramaba Maslin
- Acacia wattsiana Benth.
- Acacia weberbaueri Harms
- Acacia websteri Maiden & Blakeley
- Acacia wetarensis Pedley
- Acacia whibleyana R.S.Cowan & Maslin
- Acacia whitei Maiden
- Acacia wickhamii Benth.
- Acacia wilcoxii Maslin
- Acacia wilhelmiana F.Muell.
- Acacia willdenowiana Wendl.
- Acacia williamsonii Court
- Acacia wilsonii R.S.Cowan & Maslin
- Acacia wiseana C.A.Gardner
- Acacia xanthina Benth.
- Acacia xanthocarpa R.S.Cowan & Maslin
- Acacia xerophila W.Fitzg.
- Acacia xiphophylla E.Pritz.
- Acacia yirrkallensis Specht
- Acacia yorkrakinensis C.A.Gardner
- Acacia zatrichota A.S.George

## Nationalpflanze
Die Gold-Akazie (Acacia pycnantha), in Australien Golden Wattle genannt, ist die Nationalpflanze Australiens.

## Nutzung
Von einigen Arten, beispielsweise Acacia spirorbis, wird das Holz genutzt. Aus den Schoten und Rinde von Acacia nilotica  wird „Bablah“ oder „Babul“, ein Gerbmittel für Leder, Zebuhäute (Kipsen), hergestellt.
Einige Arten werden als Zierpflanzen verwendet.

## Historische Literatur
- Paul Wagler: Akazie. In: Paulys Realencyclopädie der classischen Altertumswissenschaft (RE). Band I,1, Stuttgart 1893, Sp. 1159–1162.
- G. Lewis, B. Schrire, B. Mackinder, M. Lock: Legumes of the world, RBG Kew, 2005, ISBN 1-900347-80-6.